# Владикавказ
Владикавка́з (осет. Дзӕуджыхъӕу о файле, дигор. Дзæуæгигъæу; ингуш. Буру или Буро — «крепость», с 1931 по 1944 и с 1954 по 1990 год — Орджоникидзе) — город на юге России, в центральной части Северного Кавказа. Столица Республики Северная Осетия — Алания. Образует муниципальное образование — городской округ Владикавказ.
Исторический центр города в границах улиц Титова — Маркова — Кирова — Ростовская — Джанаева — Маркова — Ватутина — Армянская — Штыба — Гаппо Баева — Чермена Баева — генерала Плиева — пр. Коста причислен к выявленным объектам культурного наследия регионального значения.

## Этимология
Название «Владикавказ» со значением «владей Кавказом» было дано русской крепости, основанной в 1784 году вблизи ингушского селения Заур. В начале XX века Д. В. Ракович писал:
«…своим наименованіем Владикавказа Дзауджи-Кау, осетины подтверждаютъ это мненіе, т. к. Дзауагъ — есть имя собственное Зауръ, а Кау — значитъ селеніе; иначе — селеніе Заура»
.
В 1931 году по предложению Ингушского облисполкома город Владикавказ был переименован в Орджоникидзе в честь советского политического и военного деятеля Серго Орджоникидзе, который в годы Гражданской войны устанавливал советскую власть в регионе.
В 1944 году город был переименован в город Дзауджикау, а в 1954 году — снова в Орджоникидзе. В 1990 году город приобрёл двойное название: Владикавказ на русском языке и Дзауджикау — на осетинском.

## Физико-географическая характеристика

### Географическое положение
Город расположен на Северном Кавказе, по обоим берегам реки Терека, в 30 км от Дарьяльского ущелья. От Владикавказа берёт начало Военно-Грузинская дорога.
| С-З | Нальчик ~ 117 км Ставрополь ~ 378 км | Элиста ~ 491 км Волгоград ~ 784 км | Астрахань ~ 583 км                                                    | С-В |
| З   | Сухум ~ 571 км                       | Роза ветров                        | Назрань ~ 27 км Грозный ~ 113 км Хасавюрт ~ 192 км Махачкала ~ 274 км | В   |
| Ю-З | Цхинвал ~ 167 км                     | Тбилиси ~ 196 км Ереван ~ 470 км   | Баку ~ 648 км                                                         | Ю-В |

### Климат
Климатические условия: умеренный климатический пояс, смягчённый близостью гор. Зима мягкая, лето длительное, но не засушливое, и, в основном, не чересчур знойное. Средняя температура января: −1,9 °C.
Средняя температура июля: +20,7 °C. 5 декабря 2010 года во Владикавказе зафиксирован абсолютный максимум зимней температуры в России — воздух прогрелся до +27,1 °C.
| Показатель                    | Янв.  | Фев.  | Март  | Апр.  | Май  | Июнь | Июль | Авг. | Сен. | Окт. | Нояб. | Дек. | Год   |
| ----------------------------- | ----- | ----- | ----- | ----- | ---- | ---- | ---- | ---- | ---- | ---- | ----- | ---- | ----- |
| Абсолютный максимум, °C       | 21,1  | 23,0  | 30,3  | 34,0  | 35,0 | 38,0 | 37,5 | 39,2 | 38,2 | 33,5 | 28,7  | 27,1 | 39,2  |
| Средний суточный максимум, °C | 3,3   | 3,6   | 8,1   | 15,2  | 19,7 | 23,7 | 26,2 | 25,7 | 21,3 | 15,4 | 8,7   | 4,6  | 14,6  |
| Средняя температура, °C       | −1,9  | −1,7  | 3,0   | 9,6   | 14,1 | 18,1 | 20,7 | 20,2 | 15,6 | 9,9  | 3,7   | −0,6 | 9,2   |
| Средний суточный минимум, °C  | −5,6  | −5,6  | −0,8  | 5,1   | 9,6  | 13,5 | 16,1 | 15,7 | 11,2 | 5,8  | 0,2   | −4,2 | 5,1   |
| Абсолютный минимум, °C        | −27,2 | −27,8 | −22,5 | −10,2 | −2,8 | 2,2  | 6,4  | 6,0  | 0,0  | −10  | −23,1 | −25  | −27,8 |
| Норма осадков, мм             | 31    | 34    | 53    | 87    | 96   | 100  | 113  | 93   | 74   | 58   | 46    | 33   | 883   |
| Источник: «Погода и Климат»   |       |       |       |       |      |      |      |      |      |      |       |      |       |

| Показатель                        | Янв. | Фев. | Март | Апр. | Май  | Июнь | Июль | Авг. | Сен. | Окт. | Нояб. | Дек. | Год  |
| --------------------------------- | ---- | ---- | ---- | ---- | ---- | ---- | ---- | ---- | ---- | ---- | ----- | ---- | ---- |
| Средний суточный максимум, °C     | 3,0  | 3,5  | 8,7  | 15,5 | 21,0 | 25,7 | 27,4 | 26,2 | 22,8 | 18,0 | 7,4   | 5,5  | 15,4 |
| Средняя температура, °C           | −0,7 | −0,6 | 4,7  | 10,3 | 16,0 | 20,3 | 22,5 | 21,2 | 17,6 | 12,4 | 3,4   | 1,4  | 10,7 |
| Средний суточный минимум, °C      | −4,5 | −4,2 | 0,5  | 5,0  | 11,1 | 15,0 | 17,5 | 16,3 | 12,1 | 6,2  | −0,3  | −3   | 6,0  |
| Источник: www.weatheronline.co.uk |      |      |      |      |      |      |      |      |      |      |       |      |      |

### Часовой пояс
Владикавказ находится в часовой зоне МСК (московское время). Смещение применяемого времени относительно UTC составляет +3:00.
В соответствии с применяемым временем и географической долготой средний солнечный полдень во Владикавказе наступает в 12:01.

### Загрязнение окружающей среды
Производство на «Электроцинке» и других[каких?] заводов вызывает определённые экологические проблемы. Проблемы[какие?] в сернокислотном цехе приводят к выбросам в атмосферу сернистого и серного газа. Известны сильные выбросы в 2003 г. Ярким примером явился выброс 5 октября 2009 года. Причина выброса в большой степени — человеческий фактор, несогласованность действий персонала при запуске производства после ремонта, отсутствие руководства процессом со стороны должностных лиц, низкое качество ремонтных работ. Установленные нормативы по диоксиду серы, по данным экологов, были превышены почти в пять раз, по триоксиду серы — в 196,6 раза. 28 октября 2009 года в городе прошли массовые протесты. Северо-Осетинские парламентарии готовы вынести проблему на обсуждение в Госдуму РФ. В октябре 2018 года на Электроцинке произошёл крупный пожар, сгорел электролитный цех, во время пожара в воздух попали сера, мышьяк, пары серной кислоты и прочие отравляющие газы. Жители города вышли на центральную площадь с требованием немедленно закрыть завод, после этого к митингующим вышел глава РСО-Алании и пообещал провести голосование за закрытие завода, в итоге парламент республики единогласно проголосовал за закрытие завода.

## История

### Крепость Владикавказ

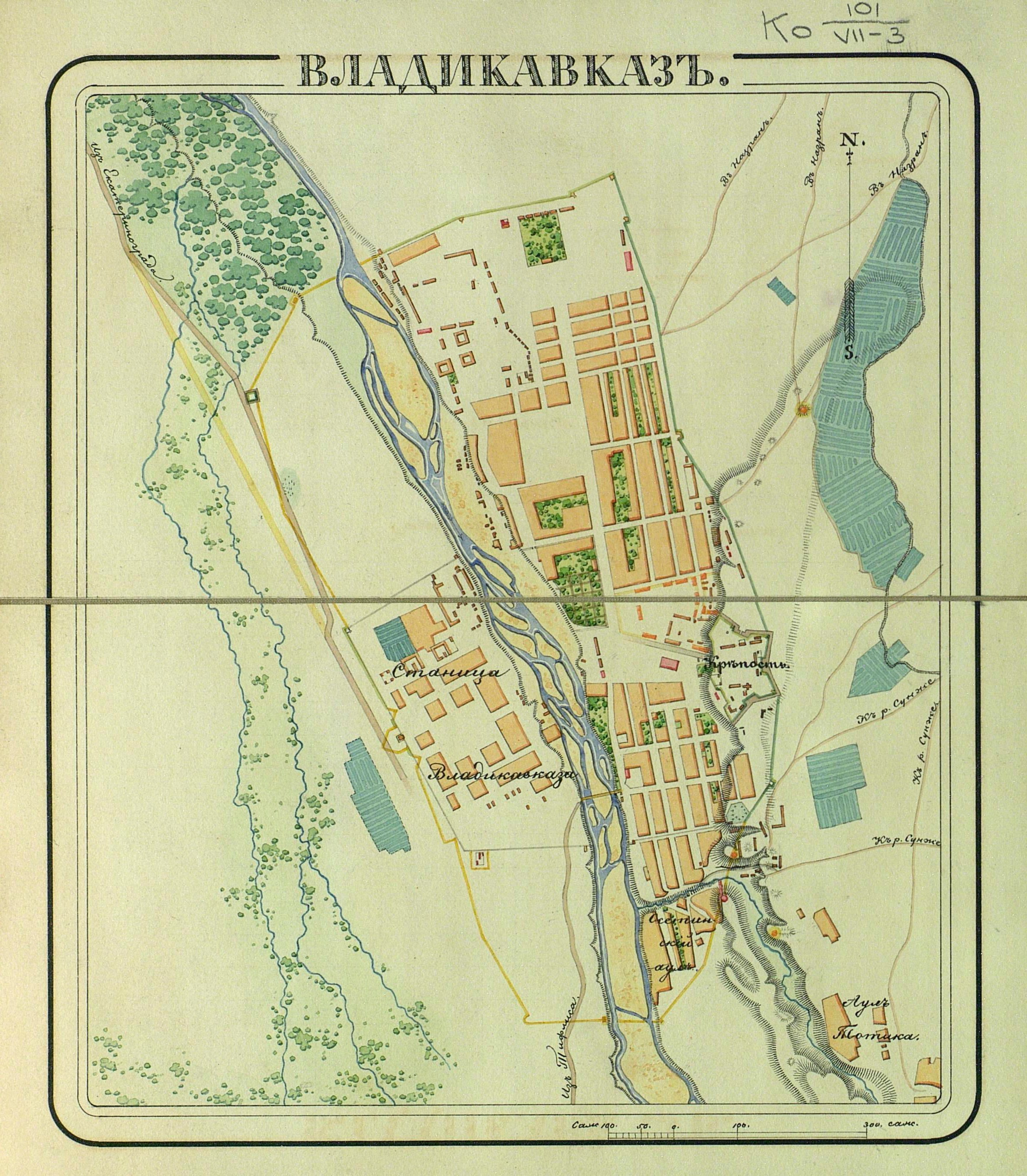
Карта Владикавказа. 1830-е годы

Город был основан в 1784 году как русская крепость на входе в Дарьяльское ущелье около ингушского селения Заур.
Основание Владикавказской крепости совпадает с эпохой сближения России с Грузией. 24 июля 1783 года в Георгиевской крепости был подписан акт о вступлении Грузии под покровительство России. Это событие выдвинуло на первый план вопрос об удобном и безопасном сообщении Кавказской линии с Закавказьем. С этой целью между Моздоком и подошвою Главного хребта в 1784 году было построено несколько укреплений, самым южным из которых стал Владикавказ.

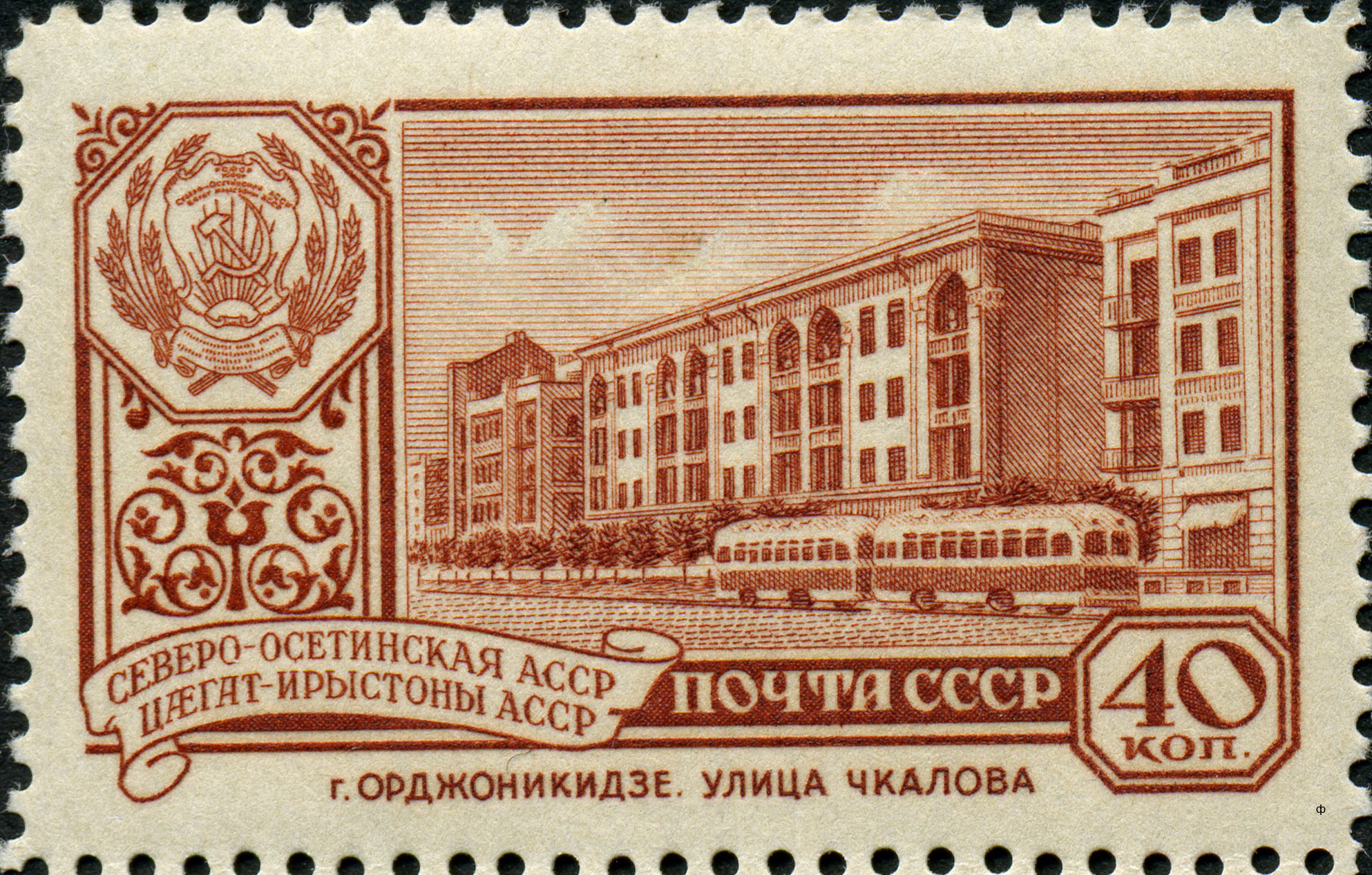
Почтовая марка СССР, 1960 год. Северо-Осетинская АССР. г. Орджоникидзе, ул. Чкалова

10 марта 1784 года отряд русских войск в составе 3-х батальонов пехоты, 6 сотен казаков и 8 орудий переправился на правый берег Терека и стал бивуаком возле опушки рощи ингушского селения Заур. На следующий день прибыла депутация из этого селения, а также близ лежащих селений ингушей: Тоти и Темурко. Начальник отряда был приглашён вечером в гости в находившуюся здесь же башню рода Гудантовых. С высоты этой башни он со штабом обозрел окрестность и выбрал место будущего укрепления.
25 апреля 1784 года генерал-поручик П. С. Потёмкин докладывал в рапорте о закладке крепости: «При входе гор предписал я основать крепость на назначенном по обозрению моему месте под именем Владикавказ». 6 мая 1784 года был издан Указ императрицы Екатерины II об основании Владикавказа и состоялось освящение Владикавказской крепости. В начале своего существования крепость исключительно имела значение служить в числе других укреплений охранным пунктом сообщения России с Грузией. В том же году крепость была снабжена двенадцатью пушками.
Императрица Екатерина II в своём указе от 9 мая 1785 года на имя генерал-губернатора Саратовского и Кавказского П. Потёмкина повелевала: «В построенной крепости при входе в горы кавказские позволяем мы соорудить церковь Православного нашего закона, употребить на оную и на украшения её оставшиеся в Кизляре из суммы на приласкание кумыков и прочих народов; при том наблюдать, чтобы духовенство в церкви и крепости не употребляло народам тамошним притеснений или принуждений».
В 1804 году для защиты крепости был сформирован Владикавказский гарнизонный батальон, командир которого одновременно являлся и комендантом крепости. С этого времени и было положено надёжное сообщение Кавказской линии с Грузией.
В 1826 году крепость имела два бастиона и три полубастиона. Бастионы северной стороны укрепления носили названия Моздокского и Владикавказского. На восточной стороне находились полубастионы Весёлый и Полевой, на южной стороне — Тифлисский.
Местоположение крепости определялось современными зданиями Дома правительства, школы № 5, Пушкинским сквером, площадью Свободы и прилегающими улицами.
С расширением предместьев крепости и с увеличением населения быстро начала развиваться торговля, привлёкшая торговых людей. Стал меняться наружный вид Владикавказа, начали появляться красивые домики офицеров, купцов, мещан.
В течение войны с горцами крепость несколько раз перестраивалась. В 1858 году Владикавказ был обнесён каменной стеной с бойницами и башнями. В крепости располагалось управление Владикавказским округом и левым флангом Кавказской линии.
31 марта 1860 года, когда был ясен исход Кавказской войны, Владикавказ получил статус города, который вскоре стал административным центром созданной в 1863 году Терской области.

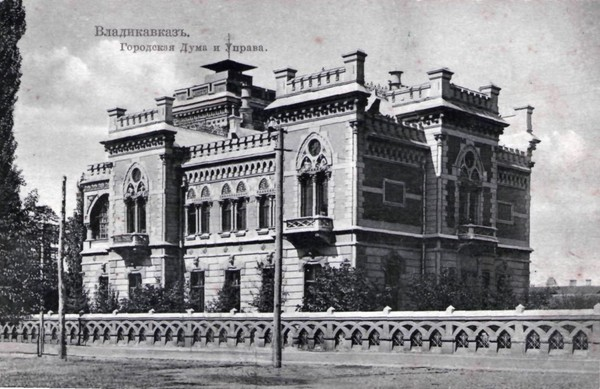
Городская дума и управа. Начало XX века

Здесь же разместилась канцелярия Наказного атамана Терского казачьего войска. Быстрому развитию города способствовало соединение его в 1875 году железной дорогой с Ростовом-на-Дону.
В августе 1918 года отряды бичераховцев под командованием Георгия Бичерахова ворвались в Владикавказ, бои продолжались 11 дней между красными и белыми войсками.
В феврале 1919 года во Владикавказ вошли войска Добровольческой армии генерала А. Деникина, город перешёл под контроль Вооружённых Сил Юга России. В дальнейшем в городе начал деятельность Владикавказский подпольный комитет, координировавший деятельность большевистского подполья и партизанских отрядов. В ночь с 21 на 22 марта 1920 года, когда войска красных вновь появились на Кавказе, подполье начало восстание, в ходе которого были заняты почта, телеграф, вокзал, основные промышленные предприятия, захвачены два бронепоезда. На сторону восставших перешла часть гарнизона. К 24 марта Совет установил контроль над городом, который позже был занят регулярными частями красных.
Сохранившиеся фрагменты крепости
- Казарма Владикавказского гарнизона и участок примыкающей крепостной стены на Армянской улице, д. 21 (объект культурного наследия).

### Советский период

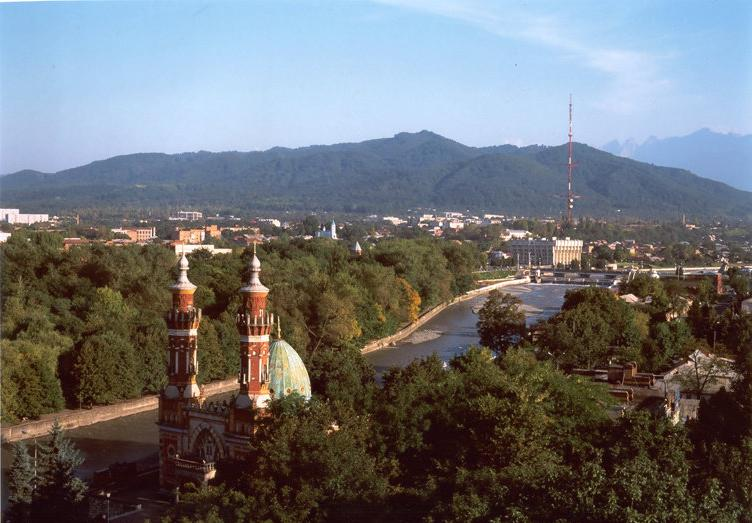
Владикавказ

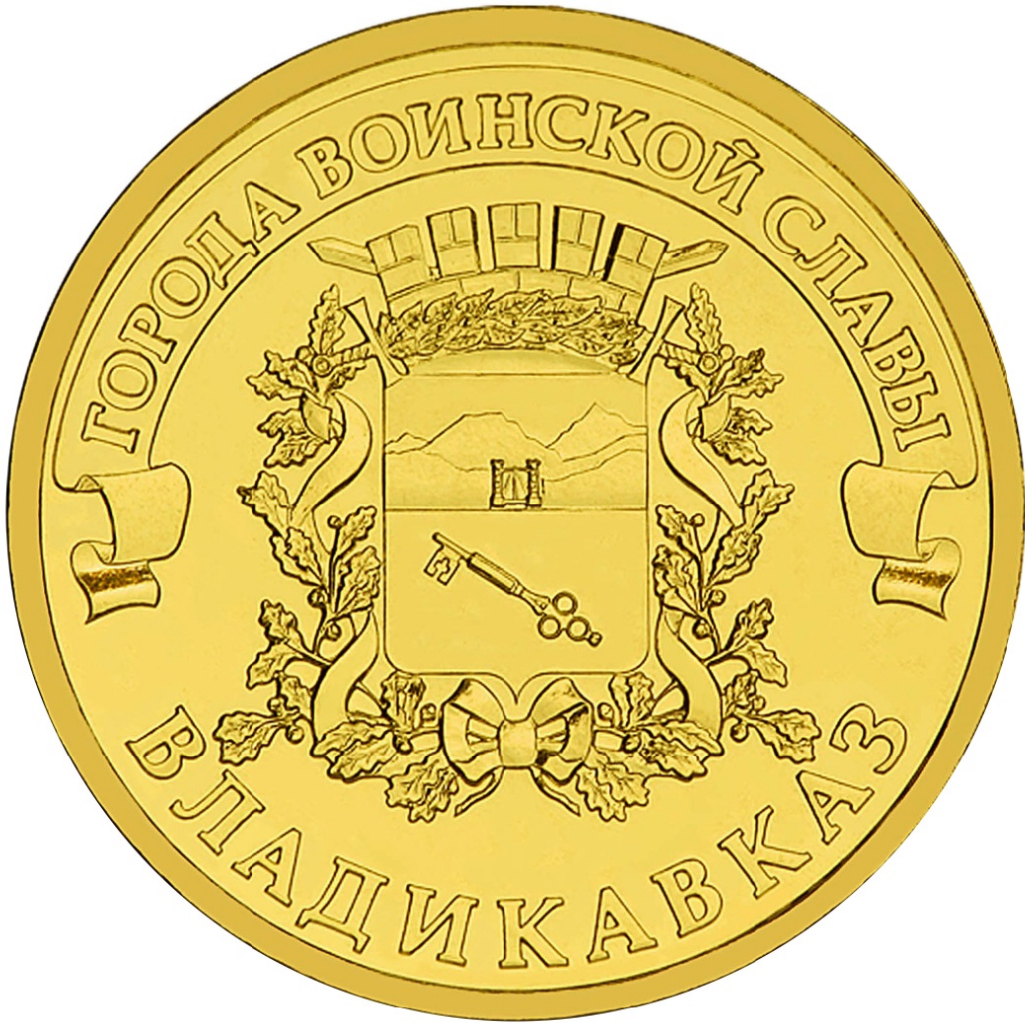
Герб Владикавказа на монете номиналом 10 рублей, из серии «Города воинской славы»

До установления советской власти город являлся административным центром Терской области Российской империи.
С 20 января 1921 года по 7 ноября 1924 года являлся столицей Горской АССР. К 1924 году в составе Горской республики остались лишь Северная Осетия и Ингушетия. После окончательного упразднения Горской республики были созданы Северо-Осетинская и Ингушская автономные области. Владикавказ был определён столицей обеих областей в статусе автономного города.
15 января 1934 года Постановлением ВЦИК город стал столицей Северо-Осетинской автономной области. Ингушская АО была объединена с Чеченской АО в Чечено-Ингушскую автономную область.
Мирное развитие города было прервано войной. Немцы создали мощную группировку для захвата города. Группировка германских войск была остановлена и разгромлена на подступах к городу в ноябре 1942 года в ходе Нальчикско-Орджоникидзевской операции.
В годы Великой Отечественной войны 30 тысяч уроженцев Владикавказа награждены орденами и медалями. Город дал стране 22 Героя Советского Союза и 11 генералов. В 1984 году Указом Президиума Верховного Совета СССР «за успехи, достигнутые трудящимися города в хозяйственном и культурном строительстве, отмечая их заслуги в революционном движении, в борьбе с немецко-фашистскими захватчиками в годы Великой Отечественной войны и в связи с 200-летием со дня основания», город награждён Орденом Трудового Красного Знамени, а Указом Президента Российской Федерации Владикавказу 8 октября 2007 года присвоено почётное звание «Город воинской славы».
20 июля 1990 года Указом Президиума ВС РСФСР городу Орджоникидзе было возвращено историческое название Владикавказ.

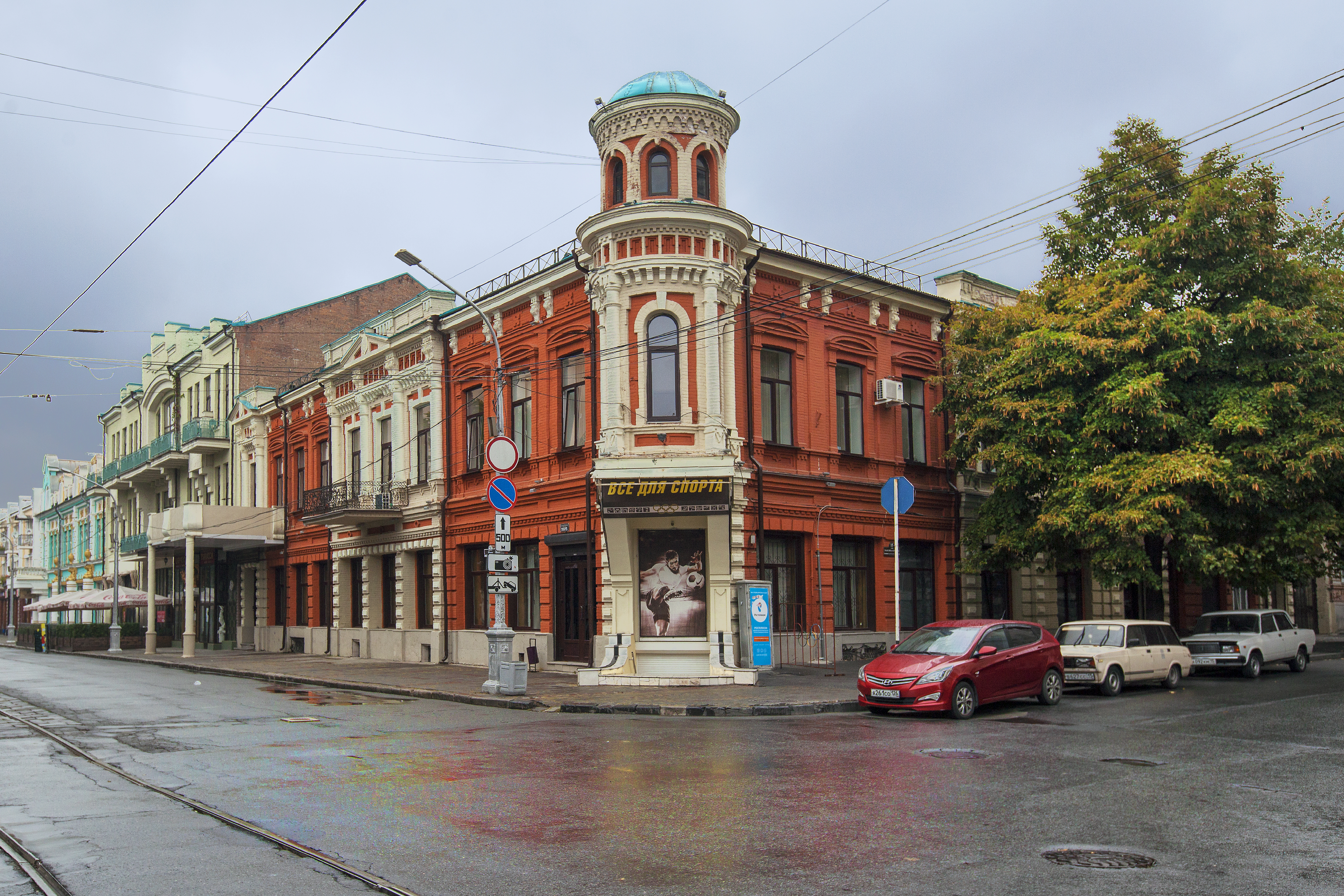
Владикавказ. Угол пр. Мира и Горького

### Современность
20 апреля 2020 года во Владикавказе тысячи людей сорвали режим самоизоляции, введённый в Северной Осетии для борьбы с коронавирусной инфекцией COVID-19, и вышли на сход на площадь Свободы. На акции было задержано 69 человек. Ленинский, Советский и Промышленный суды Владикавказа арестовали на срок от 3 до 15 суток 46 человек.

## Население
Владикавказ — 4-й по величине город Северо-Кавказского федерального округа после Махачкалы, Ставрополя и Грозного. В начале 2020-х годов население города впервые с 1980-х годов упало ниже 300 тыс. человек.
Динамика численности населения
| 1784     | 1850     | 1859     | 1866     | 1870     | 1878     | 1888     | 1892     | 1894     | 1895     | 1897     |
| -------- | -------- | -------- | -------- | -------- | -------- | -------- | -------- | -------- | -------- | -------- |
| 2036     | ↗3653    | ↗6642    | ↗8000    | ↗10 000  | ↗15 000  | ↗36 961  | ↗45 614  | ↗46 846  | ↘46 531  | ↘44 000  |
| 1899     | 1900     | 1901     | 1903     | 1904     | 1906     | 1908     | 1909     | 1910     | 1913     | 1914     |
| ↗48 109  | ↗49 224  | ↗50 403  | ↗55 429  | ↗58 158  | ↗59 973  | ↗65 808  | ↗71 105  | ↗74 002  | ↗78 400  | ↗79 343  |
| 1915     | 1920     | 1923     | 1926     | 1931     | 1933     | 1935     | 1936     | 1937     | 1939     | 1956     |
| ↘76 983  | ↘61 000  | ↗68 300  | ↗73 599  | ↗89 840  | ↗113 200 | ↗123 264 | ↗130 000 | ↘120 080 | ↗130 755 | ↗159 000 |
| 1959     | 1961     | 1962     | 1965     | 1966     | 1967     | 1968     | 1969     | 1970     | 1971     | 1972     |
| ↗164 420 | ↗182 500 | ↗183 000 | ↗208 000 | ↗212 000 | ↗220 800 | ↗225 100 | ↘225 000 | ↗236 200 | ↗243 000 | ↗252 000 |
| 1973     | 1974     | 1975     | 1976     | 1977     | 1978     | 1979     | 1981     | 1982     | 1983     | 1984     |
| ↗258 000 | ↗265 000 | ↗267 000 | →267 000 | ↗280 900 | ↗286 000 | ↘278 930 | ↗287 400 | ↗292 000 | ↗296 000 | ↗300 000 |
| 1985     | 1986     | 1987     | 1989     | 1990     | 1991     | 1992     | 1993     | 1994     | 1995     | 1996     |
| ↘290 000 | ↗292 000 | ↗313 000 | ↘300 198 | ↗302 000 | ↗306 000 | ↗325 000 | ↘307 000 | ↗311 000 | ↘310 000 | ↗312 000 |
| 1997     | 1998     | 1999     | 2000     | 2001     | 2002     | 2003     | 2004     | 2005     | 2006     | 2007     |
| ↗314 000 | ↘310 000 | ↗310 600 | ↘310 100 | ↗310 600 | ↗315 608 | ↘315 600 | ↘315 000 | ↘314 500 | ↘314 100 | ↘313 800 |
| 2008     | 2009     | 2010     | 2011     | 2012     | 2013     | 2014     | 2015     | 2016     | 2017     | 2018     |
| ↘312 800 | ↘312 427 | ↘311 693 | ↘311 563 | ↘310 070 | ↘308 285 | ↘307 310 | ↗308 190 | ↘307 478 | ↘306 978 | ↘306 258 |
| 2019     | 2020     | 2021     | 2023     | 2024     | 2025     |          |          |          |          |          |
| ↘304 897 | ↘303 597 | ↘295 830 | ↘292 886 | ↘292 717 | ↗293 287 |          |          |          |          |          |

На 1 января 2025 года по численности населения город находился на 68-м месте из 1124 городов Российской Федерации.
Национальный состав
По переписи 2010 года население города Владикавказ составляло 311 693 человека.
| №  | Национальность | Численность, чел. | Доля     |
| -- | -------------- | ----------------- | -------- |
| 1  | осетины        | 196 447           | 63,03 %  |
| 2  | русские        | 77 947            | 25,01 %  |
| 3  | армяне         | 11 424            | 3,67 %   |
| 4  | грузины        | 6035              | 1,94 %   |
| 5  | ингуши         | 3210              | 1,02 %   |
| 6  | азербайджанцы  | 2205              | 0,71 %   |
| 7  | украинцы       | 1790              | 0,57 %   |
| 8  | греки          | 1716              | 0,55 %   |
| 9  | другие         | 6950              | 2,23 %   |
| 10 | не указано     | 3969              | 1,27 %   |
| 11 | всего          | 311 693           | 100,00 % |

## Административное деление
Город Владикавказ делится на 4 внутригородских района:
- Затеречный
- Иристонский
- Промышленный
- Северо-Западный.

Районы города не являются муниципальными образованиями.
Город Владикавказ в рамках административно-территориального устройства РСОА, является городом республиканского подчинения.
В рамках местного самоуправления, город составляет муниципальное образование город Владикавказ (Дзауджикау) со статусом городского округа.

## Органы власти
Местное самоуправление

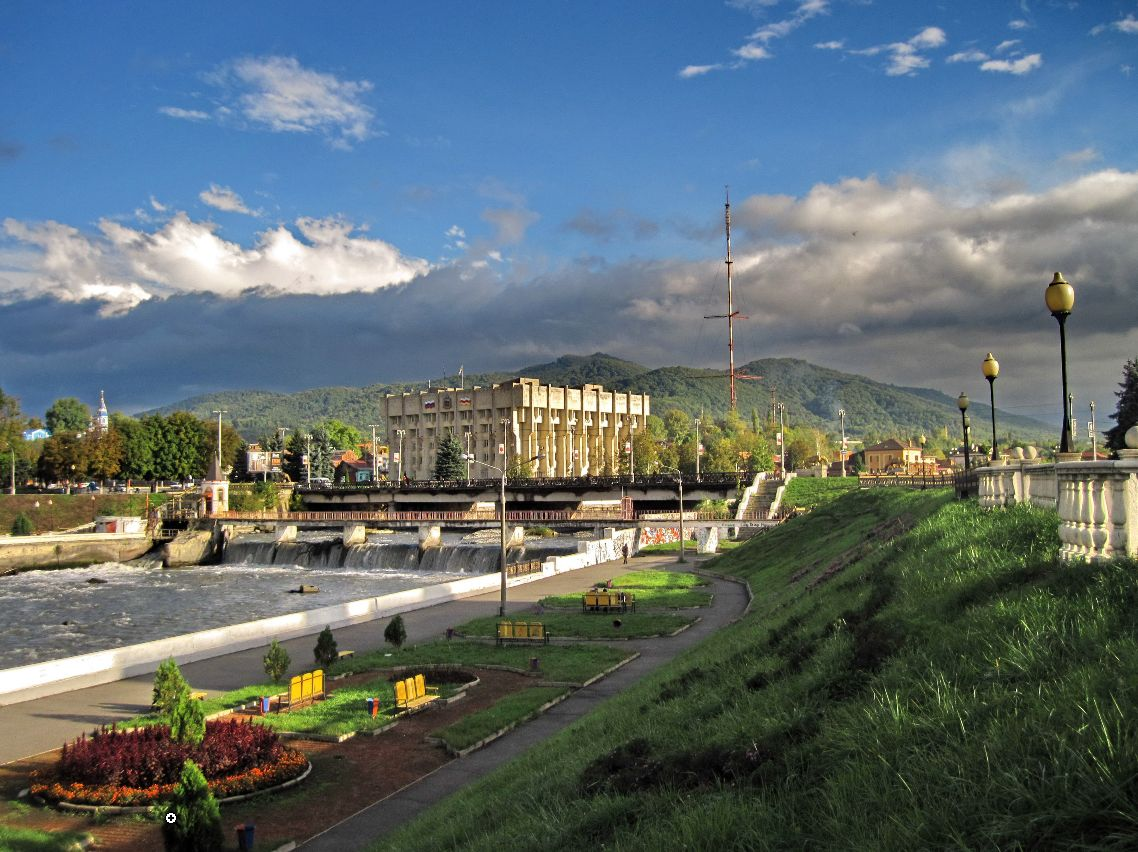
Здание администрации местного самоуправления Владикавказа на правом берегу Терека

Глава города избирается Собранием представителей Владикавказа из своего состава сроком на 5 лет и является председателем Собрания представителей.
Собрание представителей города Владикавказ состоит из 32 депутатов, избираемых сроком на 5 лет на муниципальных выборах по пропорциональной системе на основе всеобщего, равного и прямого избирательного права при тайном голосовании в соответствии с действующим законодательством.
Администрацией местного самоуправления города Владикавказ руководит глава местной администрации на принципах единоначалия, назначаемый на должность по контракту, заключаемому по результатам конкурса на замещение указанной должности.
Глава местной администрации назначается Собранием представителей города Владикавказ. Контракт с главой местной администрации г. Владикавказ заключается главой муниципального образования г. Владикавказ на срок полномочий Собрания представителей города Владикавказ (5 лет).
Республиканские
Во Владикавказе находятся все законодательные, исполнительные и судебные органы власти республики.
Правительство, администрация главы республики, Парламент и Конституционный суд расположены в одном здании — в Доме правительства на площади Свободы. Верховный суд находится на ул. Некрасова, 6 и пл. Свободы, 5, Арбитражный суд — также на площади Свободы, 5.

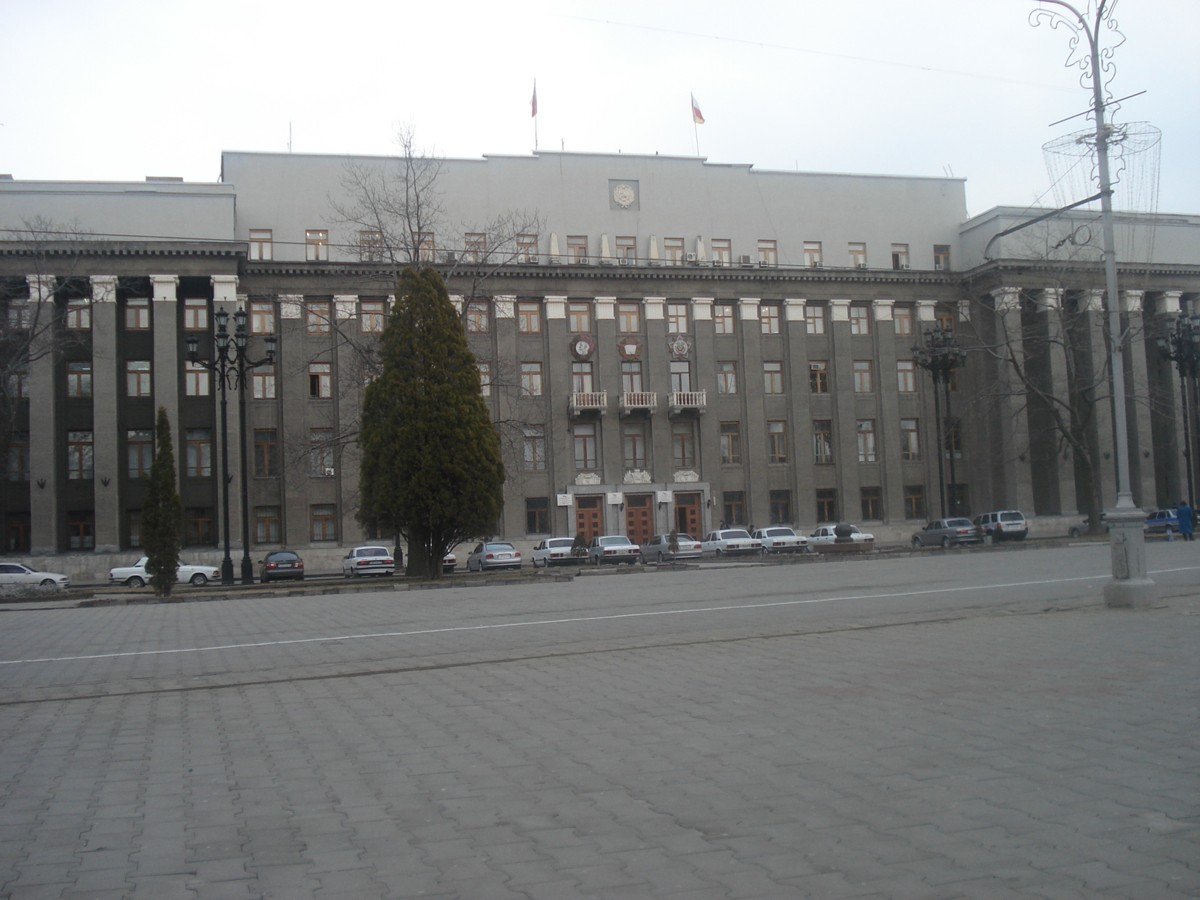
Дом Правительства РСО Алания площадь Свободы, 1
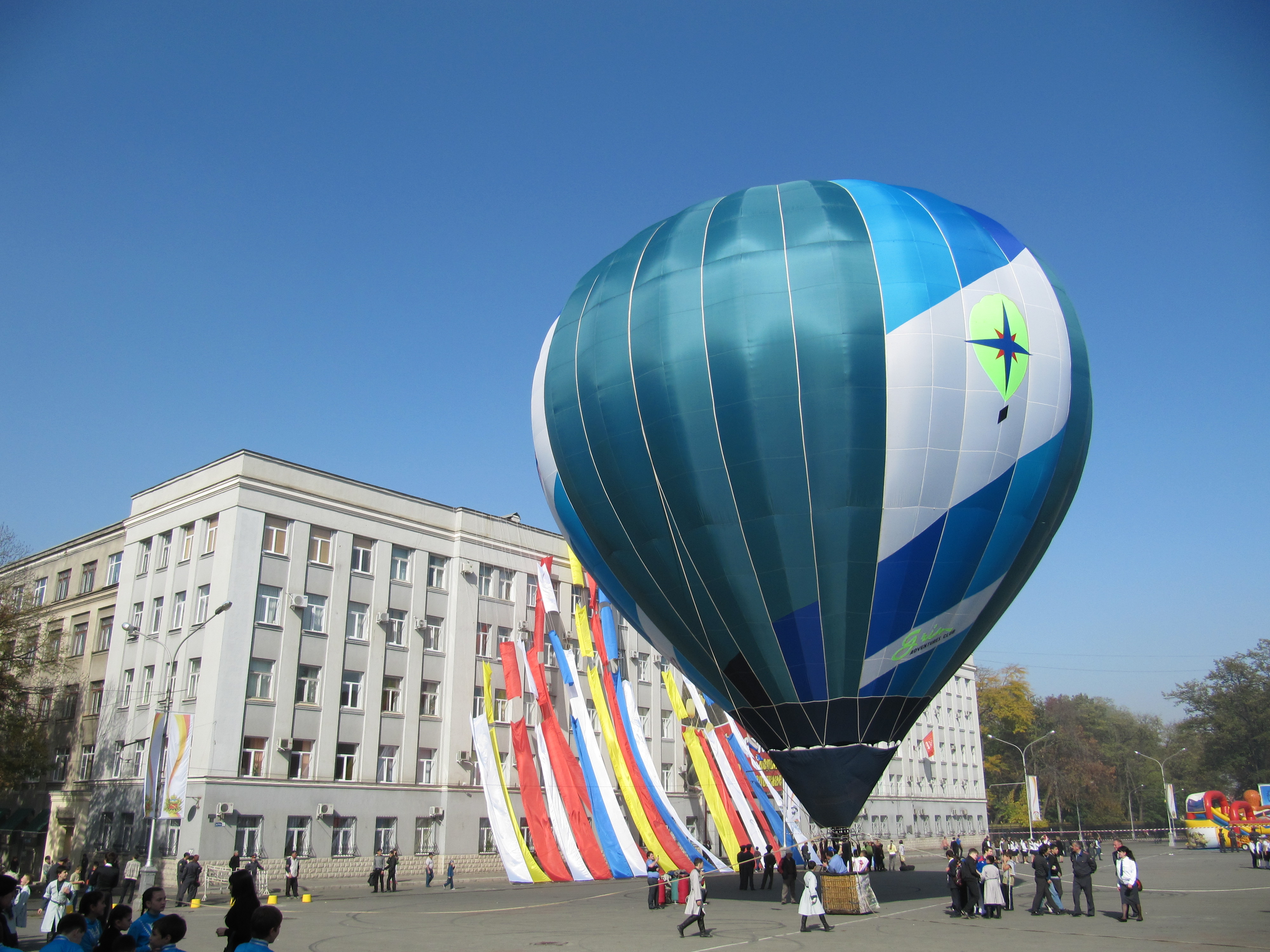
Здание Арбитражного суда площадь Свободы, 5

Федеральные
Во Владикавказе находятся представительства федеральных органов власти на территории Республики Северная Осетия — Алания.

## Экономика

### Промышленность
Промышленность представлена предприятиями пищевой и лёгкой промышленности, машиностроения, цветной металлургии и др. Основу промышленности составляют два крупных металлургических завода, в большом количестве — алкоголь-производящие предприятия.
- Завод «Электроцинк» (свинцово-цинковый завод, находится в процессе консервации)
- Завод «Победит» (производство твёрдых сплавов, вольфрам-молибденовая порошковая металлургия)
- Дзауджикауская ГЭС
- Владикавказский завод автомобильного и тракторного электрооборудования
- Завод ФГУП «Гран» (приборы ночного видения)
- Кожевенный завод
- Владикавказский вагоноремонтный завод
- Группа Компаний «Русский Кирпич» (производство кирпичей и стройматериалов)
- Зарамагская ГЭС
- Электроконтактор (завод промышленных электроприборов)
- Кристалл (завод цветных металлов)
- ИрСтекло (завод стекло-тары)
- Рокос (деревообрабатывающее предприятие)
- Янтарь (завод по обработке драгоценных камней и металлов)
- ГКПД «Бавария» (производство пива и безалкогольных напитков)
- «Дарьял» (производство пива и безалкогольных напитков)
- «Фат-Агро» (крупный сельско-хозяйственный комплекс)
- «Миранда» (производство биоэтанола)
- «Ариана-С» (производство спирта)
- «Изумруд» (производство спирта)
- «Ракурс» (производство спирта и крепких алкогольных напитков)
- «Забава» (производство спирта и крепких алкогольных напитков)
- «Кровля-Мастер» (завод по производству кровельных материалов)
- «Баспик» (производство микроканальных пластин для военной электроники)
- Зеркальный завод

### Транспорт
Железные дороги

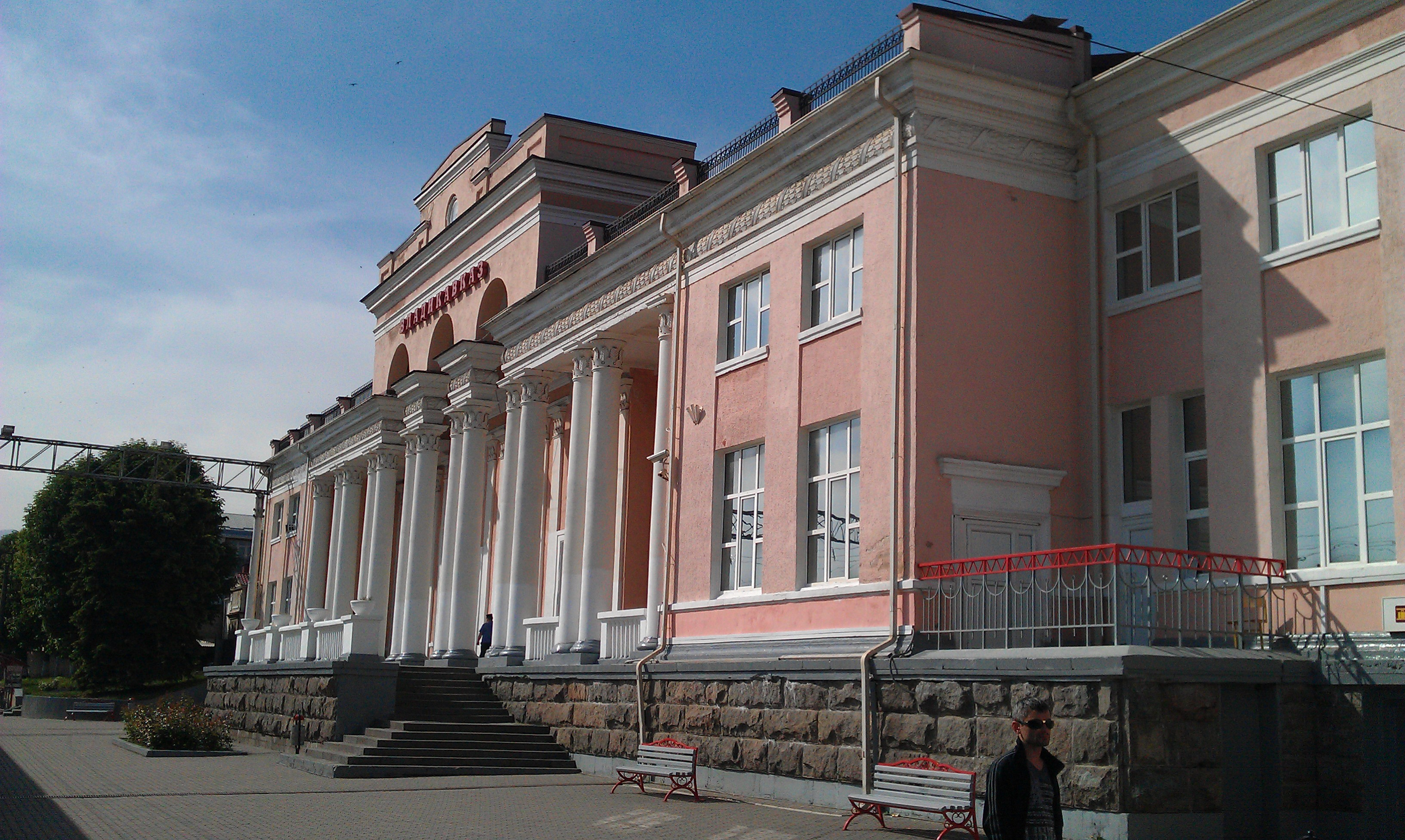
Здание Владикавказского вокзала

Железная дорога связала Владикавказ с Ростовом-на-Дону в 1875 году (см. Владикавказская железная дорога).
В городе расположена конечная железнодорожная станция Владикавказ на линии от Беслана.
Город связан железнодорожной веткой с Бесланом, где находится железнодорожный узел. Поезда дальнего следования на Москву, Адлер, Анапу, Новороссийск и Санкт-Петербург. Пригородные электропоезда курсируют до станций Беслан, Минеральные Воды и Прохладная.
Авиалинии
На окраине Беслана расположен аэропорт «Владикавказ». Аэропорт является международным, регулярные рейсы осуществляются в Москву, Санкт-Петербург, Ростов-на-Дону, Сочи; Армению, а также чартерные в Анталью.
Автодороги

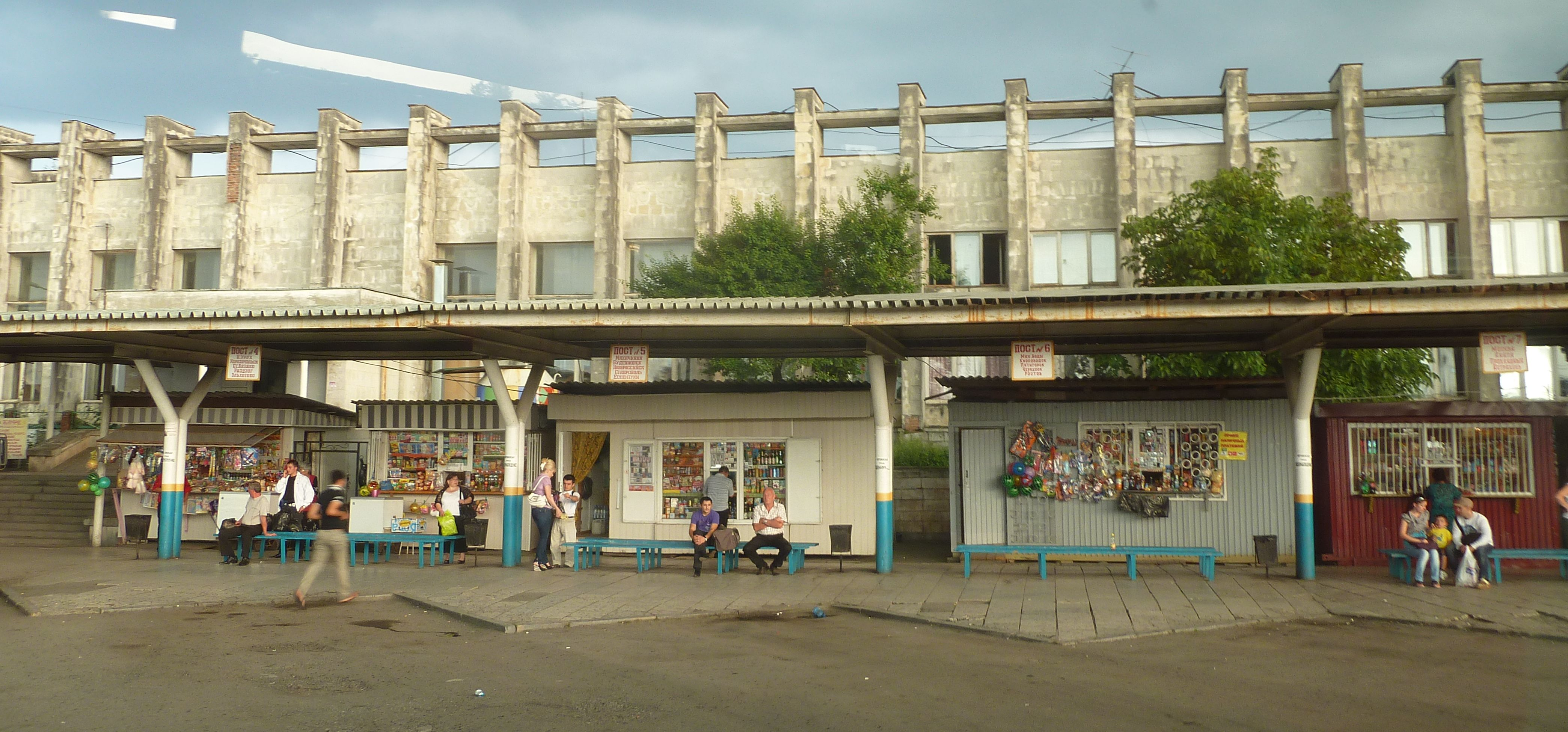
Центральный автовокзал Владикавказа

Во Владикавказе начинается Военно-Грузинская дорога, связывающая Россию и Грузию. Движение по дороге было закрыто с 2006 по 2010 годы, возобновлено 1 марта 2010 года.
Общественный транспорт

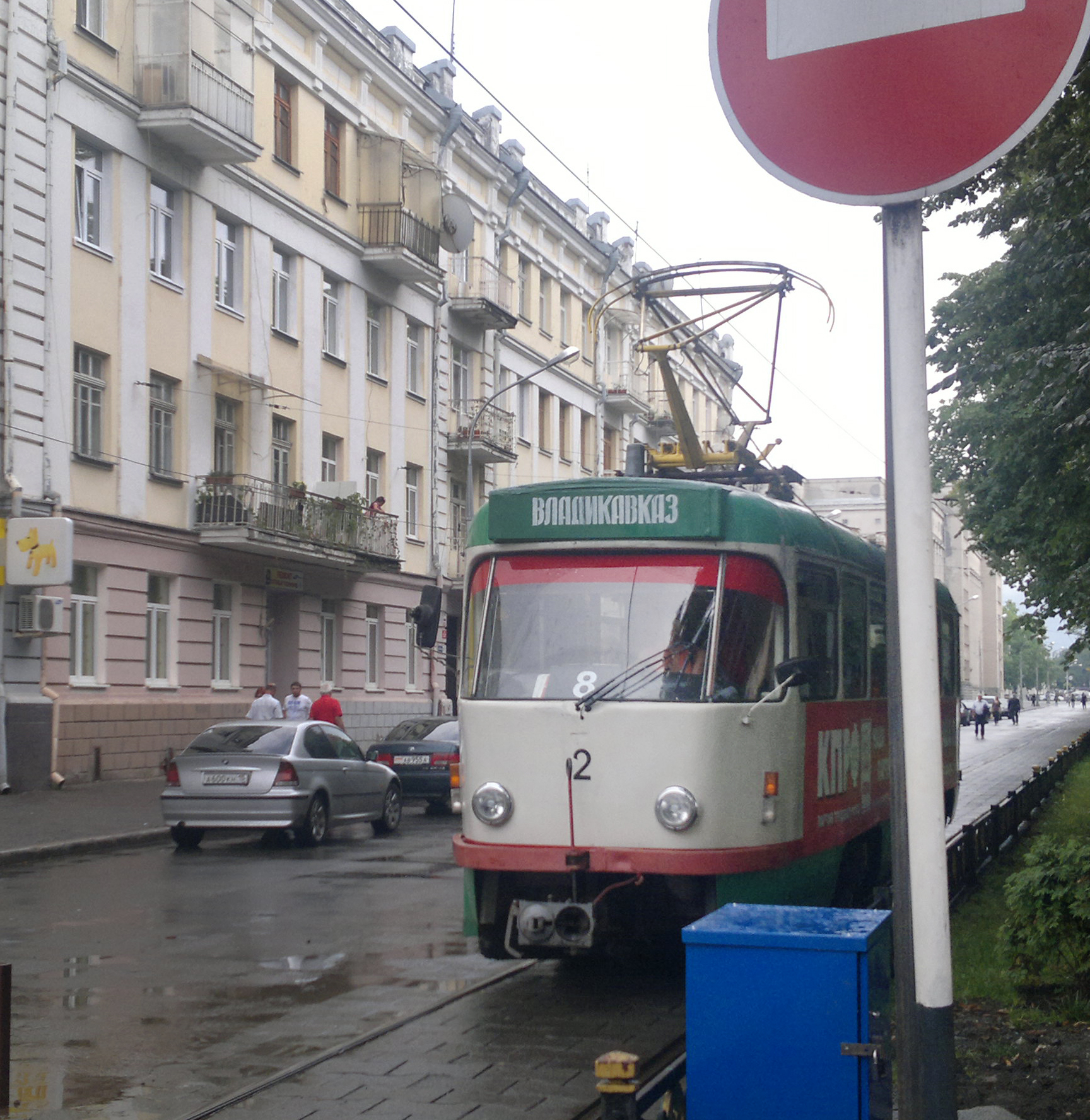
Трамвай на проспекте Мира

Общественный транспорт представлен трамваями (с августа 1904 года) и автобусами. С февраля 1977 года по август 2010 года в городе также работал троллейбус. В конце 2012 года начался демонтаж контактной сети. На сегодня троллейбусное движение во Владикавказе ликвидировано.
Трамвай франко-бельгийского «Анонимного общества Владикавказских электрических трамваев и освещения» строился с 1902 года. Торжественное открытие состоялось 24 июля (6 августа) 1904 года. Регулярное пассажирское движение с 3 (16) августа 1904 года. Колея 1000 мм. Национализирован в 1918 году. Перешит на колею 1524 мм в 1933—1937 гг. Максимальное количество маршрутов — 10 (1970-е годы). В настоящее время 8 маршрутов. Эксплуатационная протяжённость линий 27,8 км/59 км о. п. Подвижной состав в основном состоит из вагонов «71-412» производства Уралвагонзавода.
Владикавказский троллейбус строился с 1969 года. Регулярное пассажирское движение с 15 февраля 1977 года. Максимальное количество маршрутов — 6 (1990-е годы). С 2003 года практически работал только один маршрут № 2. Эксплуатационная протяжённость линий 32,2 км/64 км о. п. Подвижной состав состоял из троллейбусов ЗИУ-682, ВМЗ-100, БКМ-321. C 9 августа 2010 г. движение троллейбусов прекращено в связи с недостатком подвижного состава и изношенностью контактной сети. В 2014 году Троллейбусное депо закрыто. Подвижной состав списан.

## Образование

### Высшие учебные заведения

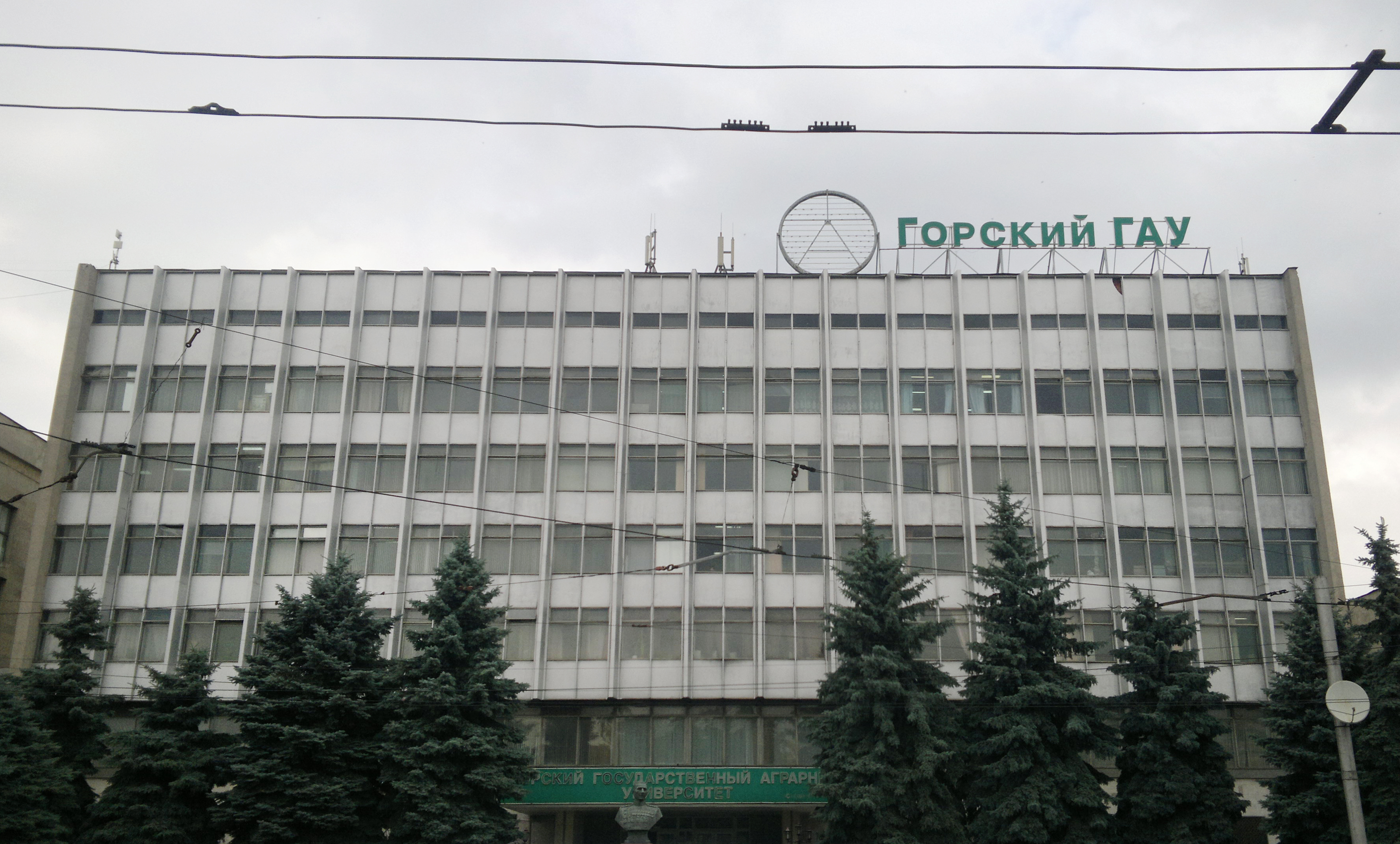
Горский государственный аграрный университет

Во Владикавказе находятся следующие вузы:
- Северо-Осетинский государственный университет имени К. Л. Хетагурова
- Северо-Кавказский горно-металлургический институт (государственный технологический университет)
- Северо-Осетинская государственная медицинская академия
- Северо-Осетинский государственный педагогический институт
- Горский государственный аграрный университет
- Владикавказский институт моды
- Владикавказский институт управления
- Институт бизнеса и технологий текстильной промышленности
- Институт цивилизации
- Современный гуманитарный университет (СГУ).

### Средние учебные заведения
- Аграрный колледж Горского государственного аграрного университета,
- Владикавказский горно-металлургический техникум,
- Владикавказский колледж электроники,
- Владикавказский многопрофильный техникум,
- Владикавказский техникум железнодорожного транспорта,
- Владикавказский торгово-экономический техникум,
- Владикавказский финансово-экономический колледж,
- Владикавказское педагогическое училище № 2,
- Владикавказское профессиональное училище № 1 полиграфического профиля,
- Владикавказский колледж искусств им. В. А. Гергиева — основан в 1937,
- Владикавказское художественное училище,
- Северо-Кавказский строительный техникум,
- Северо-Осетинский медицинский колледж,
- Северо-Осетинский республиканский колледж культуры (с 1993 года),
- Владикавказский кулинарный колледж,
- Северо-Осетинский лесной техникум,
- Северо-Кавказское Суворовское военное училище.

## Социальная защита и здравоохранение
- Центр реабилитации инвалидов и лиц пожилого возраста с нарушениями опорно-двигательного аппарата. Открыт в феврале 2013 года[94].

## Религия

### Русская православная церковь
В городе действует ряд православных церквей. Также во Владикавказе расположено главное епархиальное управление Владикавказской и Аланской епархии РПЦ, которой подчинены православные приходы города и республики, и резиденция епископа Владикавказского.
- Свято-Георгиевский собор (2003) — главный кафедральный собор Владикавказской и Аланской епархии
- Церковь Рождества Пресвятой Богородицы (Осетинская церковь) (1815)
- Церковь Покрова Пресвятой Богородицы (1947) основан по инициативе родителей нынешнего Патриарха Грузии Илии II[95]
- Церковь пророка Илии (1890)
- Церковь Рождества Пресвятой Богородицы Математического факультета СОГУ (1910)
- Церковь святого Иоанна Воина (Мемориал, район Водной станции),
- Церковь св. Нины (грузинская, при грузинской школе)
- Церковь св. князя Владимира (1890)
- Храм-часовня Димитрия Донского[96]
- Часовня святого благоверного князя Александра Невского[97]
- Часовня местночтимой матушки Анастасии Владикавказской[98]
- Часовня святой великомученицы Анастасии Узорешительницы[99]
- Церковь Святого Архистратига Божия Михаила[100]

### Армянская Апостольская церковь
- Церковь Святого Григория Просветителя (1868), действующая

### Ислам
- Суннитская мечеть Мухтарова[101] (1906—1908, архитектор Иосиф Плошко), была превращена в Антирелигиозный музей в 1940-х годах. Возвращена верующим в 1994 году[102]. Отреставрирована снаружи в 1997 году, последующие реставрации, также снаружи: в 2006 году и в 2008 году. Единственная мечеть в центре города.
- Мечеть посёлка Карца[103].

### Иудаизм
- Владикавказская хоральная синагога

### Католицизм
- Римско-католический приход Вознесения Господня. Ранее во Владикавказе существовал Римско-католический костёл, простоявший с 1891 года по 2007 год; в настоящее время на его месте возведена средняя школа[104].

### Буддизм
- Община буддистов состоит из владикавказских корейцев, китайцев, монголов, калмыков, а также русских, осетин и др.

### Протестантизм
- Церковь Христиан адвентистов Седьмого дня (ул. Николаева, 92)

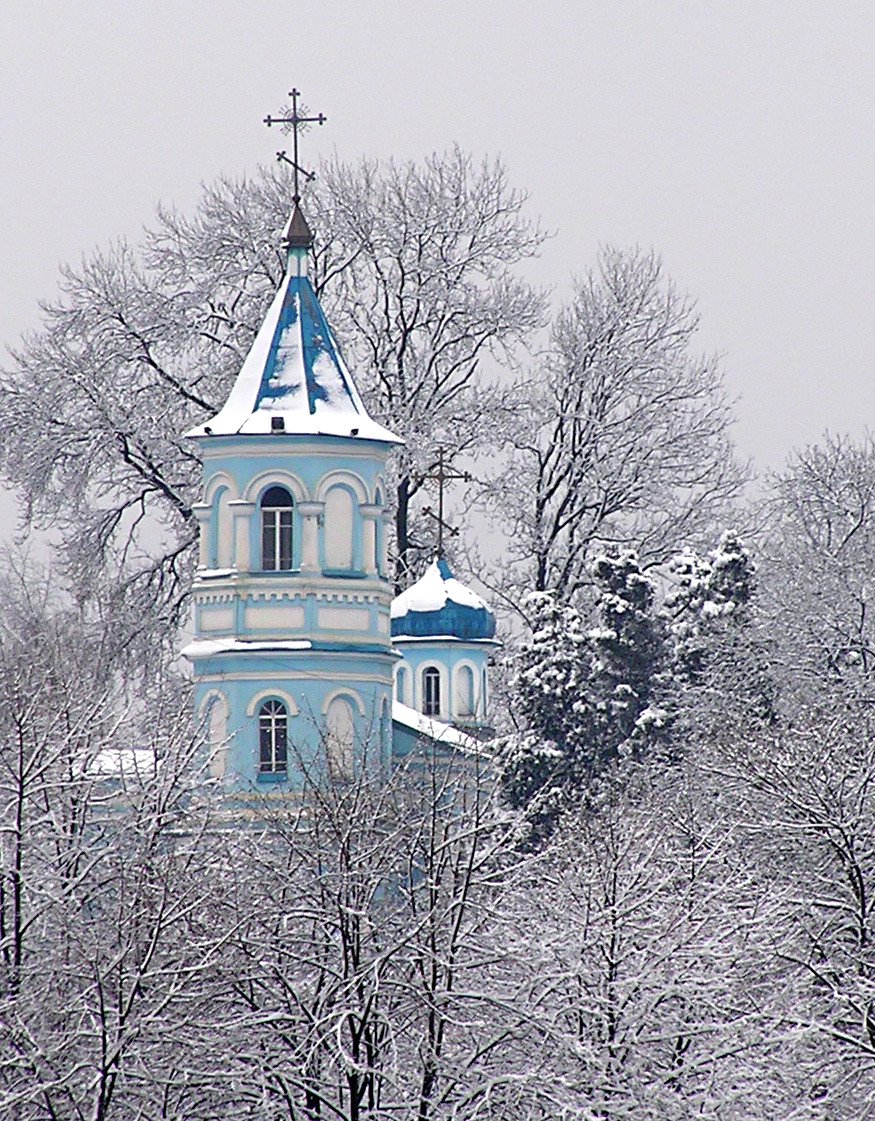
Рождества Богородицы (Осетинская) церковь
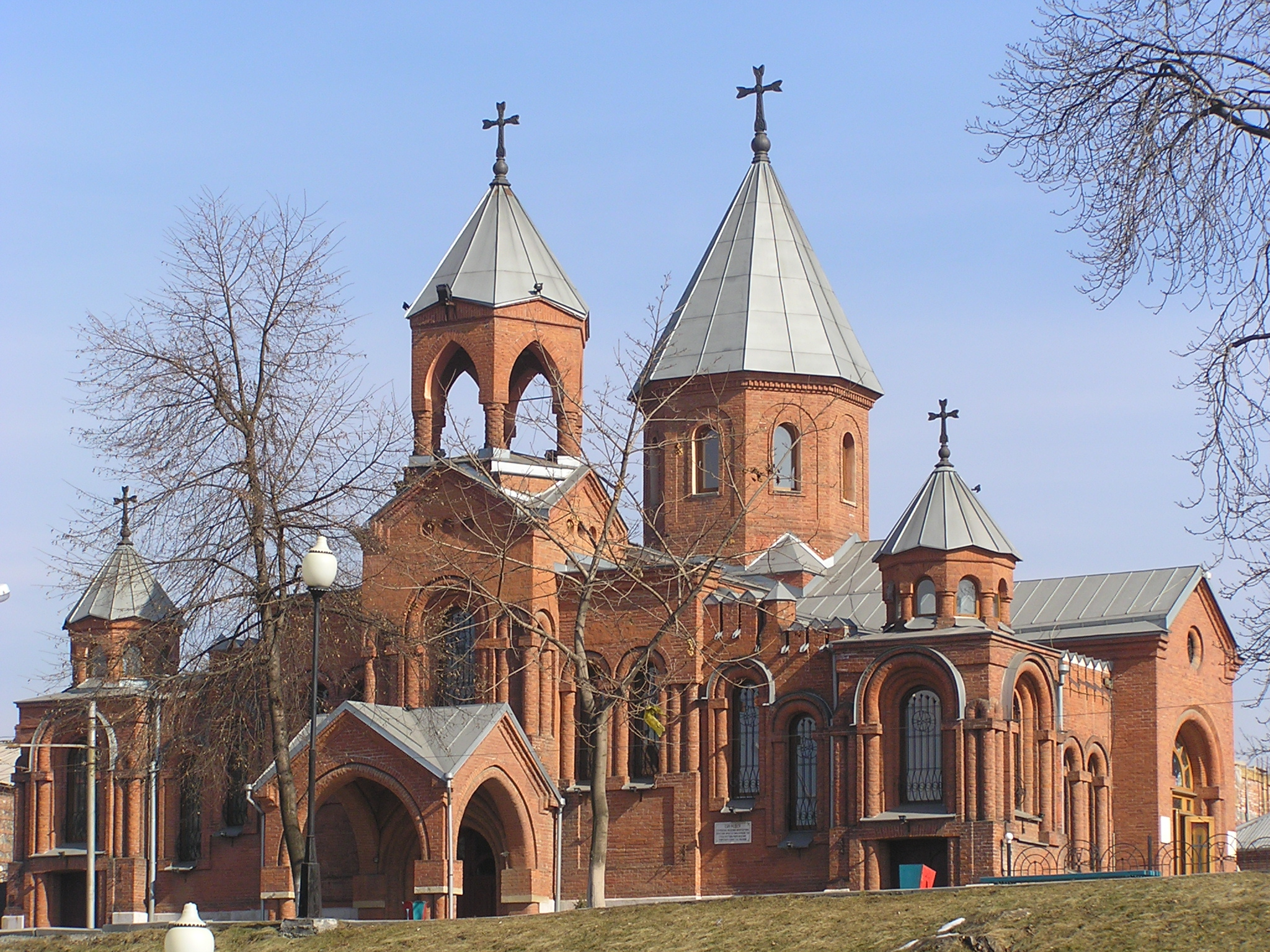
Армянская церковь Святого Григория Просветителя (1868)
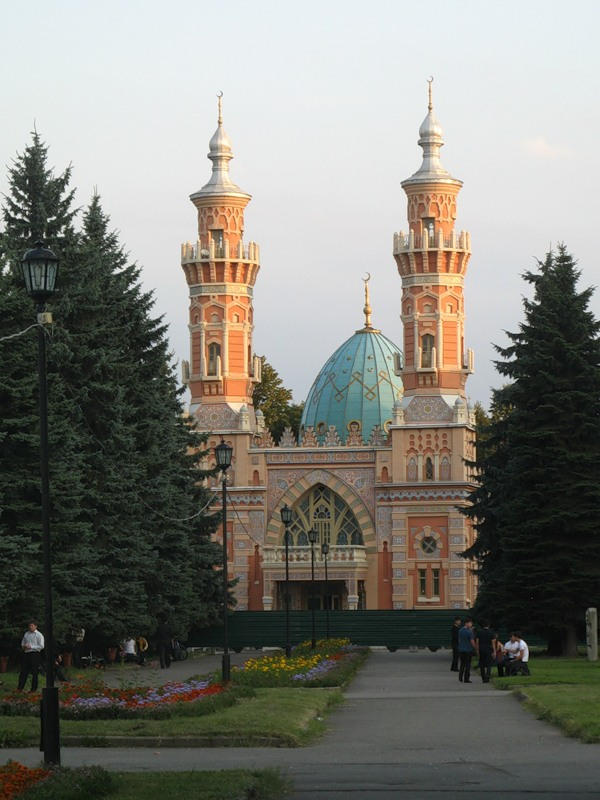
«Мечеть Мухтарова», суннитская мечеть на левом берегу Терека

## Спорт

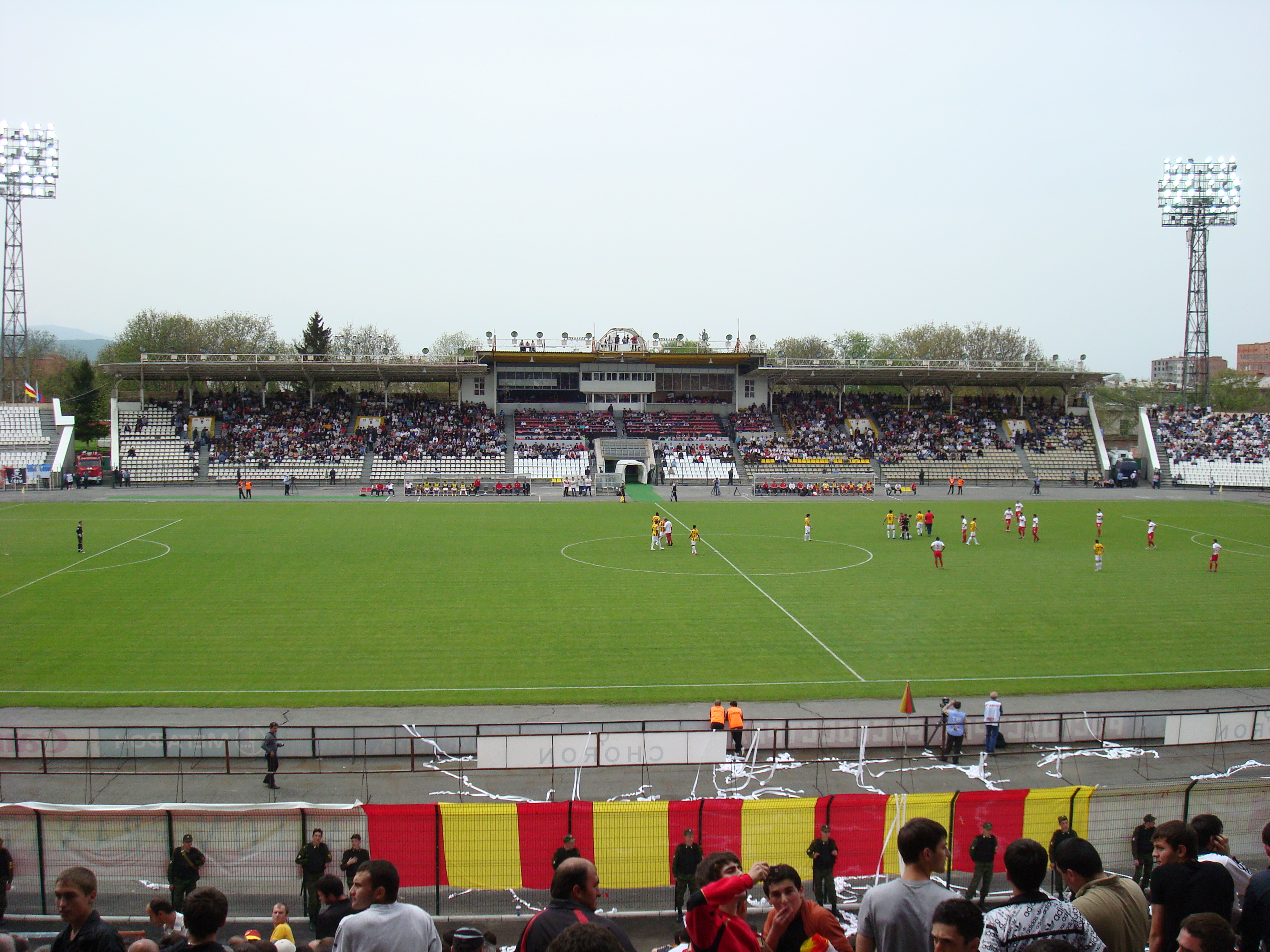
Республиканский стадион «Спартак»

Наиболее популярными видами спорта во Владикавказе, как и во всей Северной Осетии, являются футбол и борьба. Уроженцы Владикавказа неоднократно становились олимпийскими чемпионами, чемпионами мира и Европы по вольной борьбе (Сослан Андиев, Арсен Фадзаев, Давид Мусульбес, Сослан Рамонов, Лери Хабелов, Артур Таймазов и другие).
Футбольный клуб «Алания» (ранее — Объединённый рабочий клуб им. В. И. Ленина, «Спартак», «Спартак-Алания»), основанный в 1921 году, в советское время долгие годы играл в первой союзной лиге, а в 1970 и 1991 годах выступал в высшей лиге чемпионата СССР. Наиболее успешно для «Алании» прошли 1990-е годы. В 1992 году в первом чемпионате России клуб выиграл серебряные медали. В 1995 году «Алания» стала чемпионом России, опередив московские «Локомотив» и «Спартак». В 1996 году владикавказцы и московский «Спартак» набрали равное число очков по итогам чемпионата, а в дополнительном матче в Санкт-Петербурге сильнее оказались москвичи. С 1962 года «Алания» выступает на стадионе «Спартак». В феврале 2014 года наблюдательный совет «Алании» принял решение о снятии клуба с участия в чемпионате России и о прекращении деятельности клуба как юридического лица из-за накопленного миллиардного долга. Летом 2014 года клуб «Алания-Д» был переименован в «Аланию». В 2019 году клуб был возрождён, строится новая инфраструктура клуба (стадион и тренировочная база). Так же появился новый клуб «Спартак-Владикавказ», выступающий в ПФЛ.
Во Владикавказе также существовали футбольный клуб «Автодор», выступавший в 1993—1994 годах в первой лиге чемпионата России (расформирован в 2011 году) и «Владикавказ» (ранее — «Иристон»), который был ликвидирован в 2006 году (не играл на профессиональном уровне с 2001 года).
Мужской волейбольный клуб «Иристон» несколько сезонов выступал в высшем дивизионе чемпионата России, а в основном играет в первой лиге чемпионата России.

## СМИ

### Печать
С 15/28 февраля 1920 года начала выходить новая, ежедневная, беспартийная, политическая и литературно-общественная газета «Кавказ». В числе сотрудников газеты впервые была названа фамилия Булгакова. Неизвестно, что успел Булгаков опубликовать на её страницах. Но через много лет он скажет: «Пережил душевный перелом 15 февраля 1920 года, когда навсегда бросил медицину и отдался литературе».
- Российская газета «Юг России»
- Межрегиональная северокавказская газета «Терские ведомости»
- Республиканская газета «Северная Осетия»
- Республиканская газета «Пульс Осетии»
- Молодёжная газета «Слово»
- Газета на осетинском языке «Рӕстдзинад»
- Республиканская газета на осетинском языке «Дигора» (дигорский диалект)
- Детская газета «Чемпион-Ир»
- Муниципальное печатное издание — газета «Владикавказ»
- Детская газета на осетинском языке «Ногдзау»
- Светский журнал «Модный Владикавказ»
- Светский журнал Faime
- Религиозная газета «Православная Осетия» («Чырыстон Ир»)
- Литературный журнал «Дарьял»

### Телевидение
В настоящее время[какое?] на территории Владикавказа идёт вещание в двух форматах — аналоговом и цифровом.
Список аналоговых телеканалов (номер канала):
- Первый канал (1)
- Россия 24 / ГТРК Алания (3)
- Россия 1 / ГТРК Алания (5)
- СТС / АРТ (9)
- Домашний / Визави+ (24)
- ТНТ / ИР (27)
- Россия К (30)
- ТВ Центр / Классика ТВ (34)
- Матч ТВ / ТВ СОГУ (37)
- НТВ / АРТ+ (44)

В состав первого мультиплекса вошли 10 телеканалов:
- Первый канал
- Россия-1 / ГТРК Алания
- Матч ТВ
- НТВ
- Пятый канал
- Россия-К
- Россия-24 / ГТРК Алания
- Карусель
- ОТР / Осетия-Ирыстон
- ТВ Центр

3 радиоканала:
- Радио Маяк
- Вести FM
- Радио России / ГТРК Алания

Цифровое вещание второго мультиплекса осуществляется на частоте 50 Телевизионного канала в стандарте DVB-T2.
В состав второго мультиплекса вошли 10 телеканалов:
- РЕН ТВ
- Спас
- СТС
- Домашний
- ТВ3
- Пятница
- Звезда
- Мир
- ТНТ
- Муз ТВ

### Радиостанции
- 71,24 УКВ и 71,81 УКВ — (Молчит) Радио России / ГТРК Алания
- 72,80 УКВ — (Молчит) Радио Маяк
- 89,6 FM — Радио Маяк
- 90,0 FM — Радио России / ГТРК Алания
- 90,8 FM — Кавказ радио
- 91,2 FM — Дорожное радио
- 91,6 FM — Радио МИР
- 98,0 FM — Новое радио
- 98,4 FM — Детское радио
- 99,2 FM — Хит FM
- 100,8 FM — Восток FM
- 102,0 FM — Европа Плюс
- 102,8 FM — Радио ENERGY
- 103,5 FM — Авторадио
- 104,5 FM — Алания
- 104,9 FM — Радио МСС
- 105,9 FM — Ретро FM
- 106,3 FM — Вести FM
- 106,7 FM — Юмор FM
- 107,5 FM — Радио Monte-Carlo
- 107,9 FM — Русское радио

## Достопримечательности

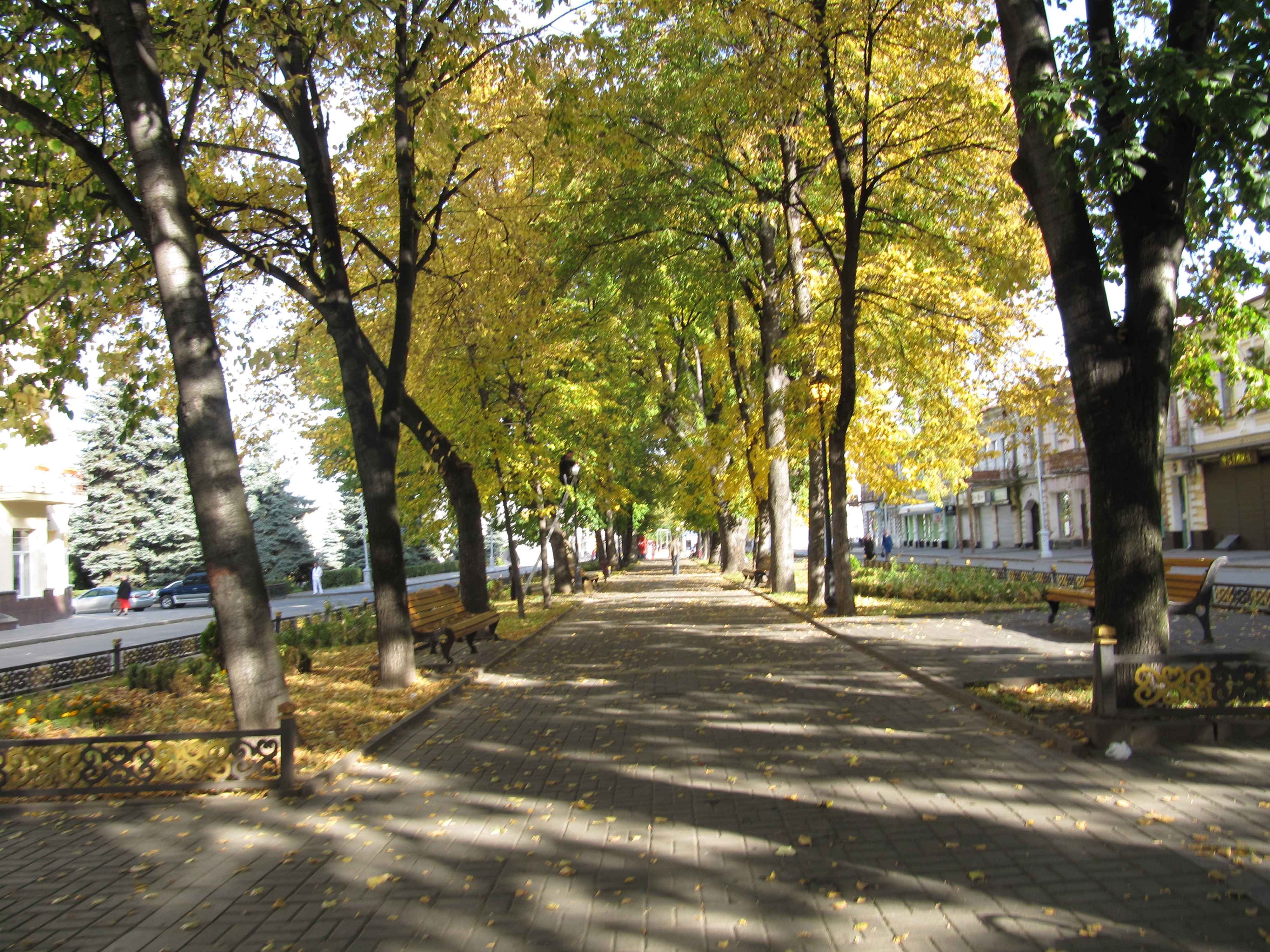
Бульвар на проспекте Мира, Владикавказ, Северная Осетия

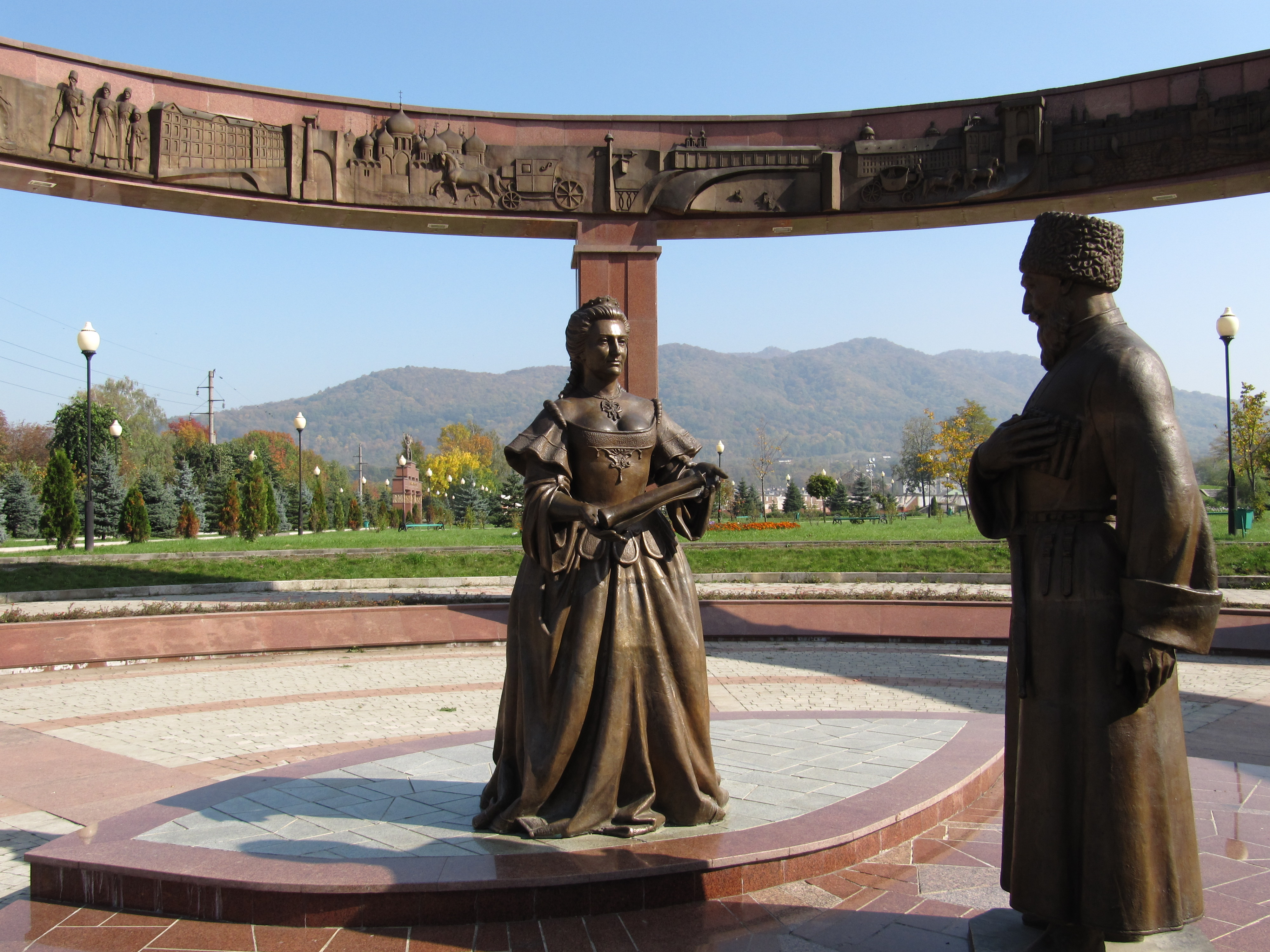
Монумент Дружбы

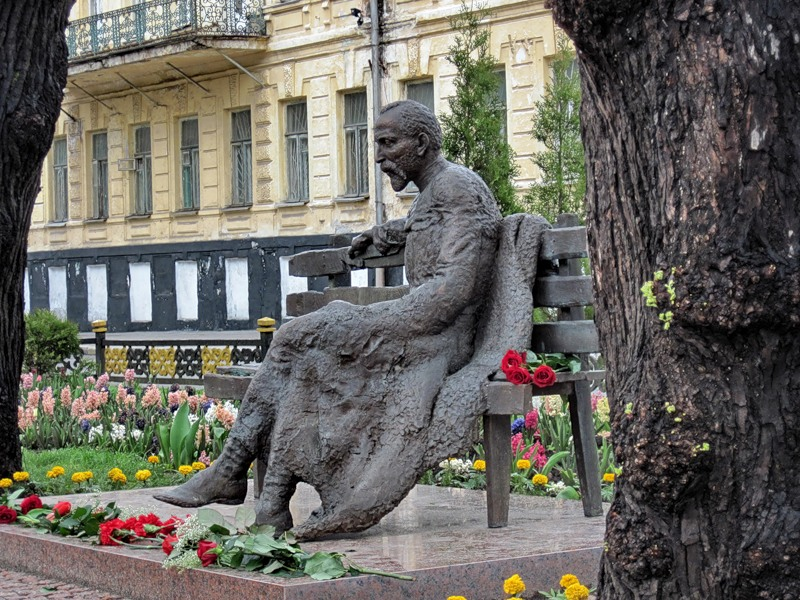
Памятник Коста Хетагурову на проспекте Мира, скульптор — академик В. Б. Соскиев

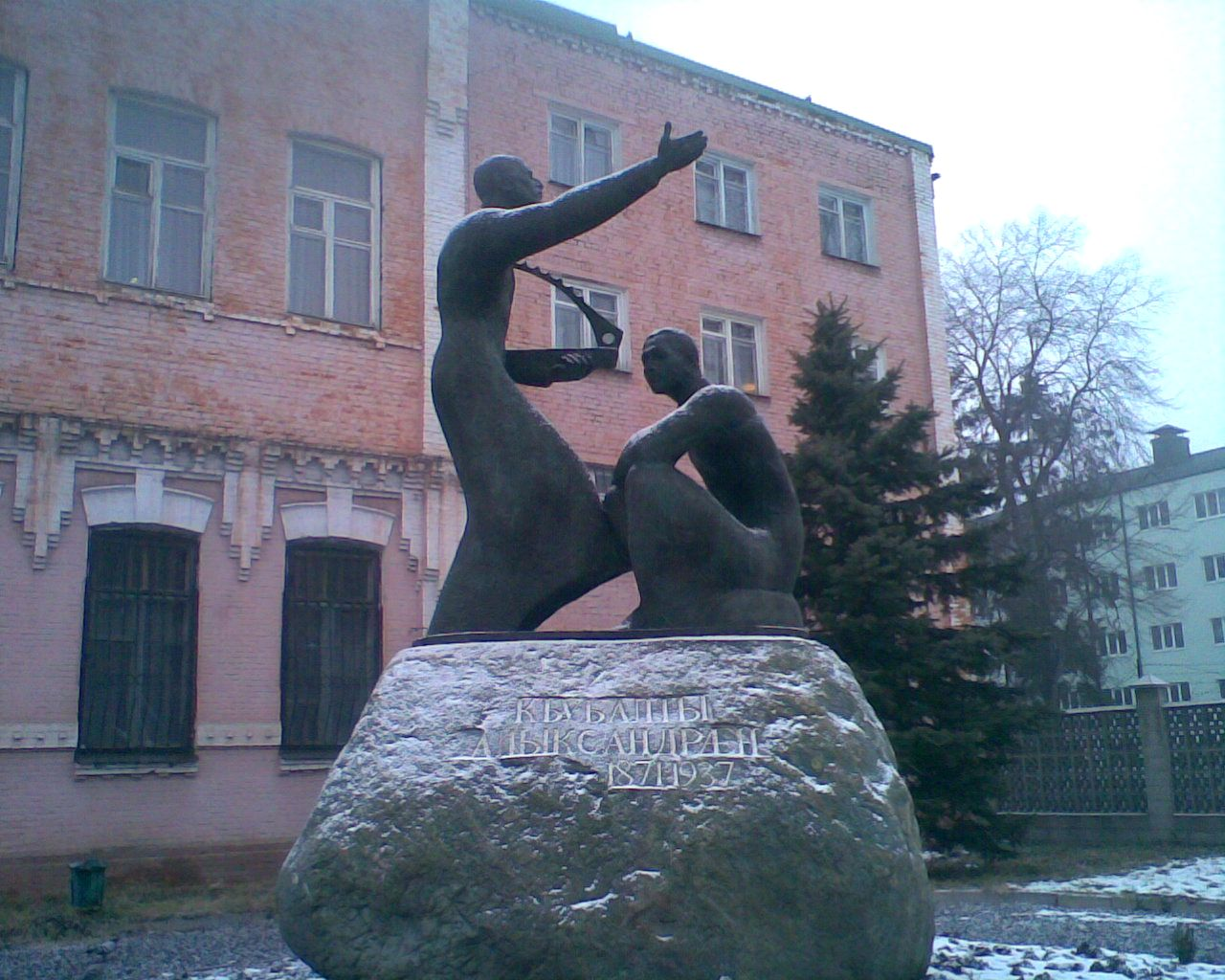
Памятник поэту Александру Кубалову в сквере у Владикавказского колледжа искусств

- Проспект Мира (бывший Александровский проспект) — исторический, культурный центр города; пешеходная зона.
- Железнодорожный вокзал.
- Республиканский государственный академический русский театр имени Е. Б. Вахтангова.
- Дом М. А. Булгакова.
- Крепостная стена.
- Крепость Тенгинского 77-го пехотного полка.
- Трамвайная сеть, ставшая одной из первых электрифицированных сетей в России. Первый трамвайный парк с трамвайным мостом на ул. Пашковского.
- Фонтан на ул. Кирова.
- Здание табачной фабрики Б. С. Вахтангова на ул. Горького.
- Здание «Общества взаимного кредита».
- Здание гостиницы «Париж».
- Здание гостиницы «Гранд-Отель».
- Аллея памятников героям Нартского эпоса.
- Малая Северо-Кавказская железная дорога имени В. В. Терешковой — действующая детская железная дорога на южной окраине города.
- Парк культуры и отдыха имени Коста Хетагурова с прудами и лодочной станцией, основан на месте первого велосипедного трека, где со временем был создан парк. До Октябрьской революции — Александровский.
- Детский малый парк атракционов при парке отдыха и культуры имени Коста Хетагурова
- Детский парк имени Жуковского.
- Планетарий (бывшая шиитская мечеть).
- Дворец Пионеров — ныне Дворец детского и юношеского творчества (Крупный дворец 1970 года).
- Набережная реки Терек. В настоящее время завершено облагораживание набережной в пойме между Чапаевским и Китайским мостами, ранее облагорожена территория у конного памятника генералу Иссе Плиеву.
- Аллея Фонтанов у кинотеатра «Терек».
- Ледовый дворец (дворец развлечений на льду, и хоккейная школа).
- Всесезонный тематический парк развлечений «Алания парк» на Лысой горе (идет строительство, планируется завершить к 2026 году), где будут располагаться подвесная канатная дорога, горнолыжная трасса, колесо обозрения, самое высокое в материковой Европе[106], и парк аттракционов[107].

### Памятники
- Мемориал Славы (2005) — посвящён участникам Великой Отечественной войны 1941—1945 гг., Гражданской войны, видным деятелям Осетии.
- Стела «Город воинской славы» (2009) — установлена в память о присвоении Владикавказу почётного звания «Город воинской славы».
- памятник Коста Хетагурову (1955, скульптор С. Д. Тавасиев[108])
- памятник Коста Хетагурову (2010, скульптор Владимир Соскиев[109])
- памятник генералу Исса Плиеву (1975, скульптор С. Д. Тавасиев[110])
- конный памятник генералу Иссе Плиеву
- памятник Михаилу Булгакову (2012, скульптор С. Д. Тавасиев[111])
- памятник Владимиру Ленину (1957)[112] (скульптор З. И. Азгур)
- Монумент Дружбы[113] — памятник 200-летию добровольного вхождения Осетии в Россию
- памятник нарту Сослану (герой нартовского эпоса)
- памятник основателю селения Дзауджикау — Дзаугу Бугулову и др.
- памятник Петру Барбашёву, закрывшему собой амбразуру дзота на подходах к Владикавказу во время Великой Отечественной войны.
- скульптурная композиция «Игроки в нарды» (Ибрагим Хаев)
- памятник жертвам террора (2010, скульптор Михаил Шемякин[114]).
- Памятник Артуру Кацияну[115] и мемориальная доска[116]
- Мемориальная доска контр-адмиралу Пантелею Константиновичу Цаллагову[115]
- Памятник Герою России Зауру Джибилову. Открыт в феврале 2013 года[117]
- Памятник композитору Илье Габараеву[118]
- Памятник Евгению Вахтангову, открыт в июне 2013 года[119]
- Памятник Ивану Габараеву (Ялгузидзе), открыт в июне 2015 года
- Памятник Сека Гадиеву, открыт в апреле 2015 года (угол проспекта Мира и улицы Никитина), автор — известный скульптор Сосланбек Тавасиев[120]
- Бюст Руслана Комаева во Владикавказе. Установлен в 2024 году[121]

## Международная деятельность
С 2005 года город Владикавказ является членом Евразийского регионального отделения Всемирной организации «Объединённые города и местные власти» (Евроазиатское региональное отделение ОГМВ). Созданная в 2004 году при поддержке ООН Всемирная организация «Объединённые города и местные власти» (ВО ОГМВ) объединяет более 1000 городов и ассоциаций мира из 136 стран. Евразийское региональное отделение включает в себя 109 городов и ассоциаций местных властей стран СНГ и Монголии.[значимость факта?]

## Города-побратимы
| №  | Город       | Страна          | Год  |
| -- | ----------- | --------------- | ---- |
| 1  | Владивосток | Россия          | 2009 |
| 2  | Враца       | Болгария        | 2012 |
| 3  | Кырджали    | Болгария        | 1962 |
| 4  | Батуми      | Грузия          | 1973 |
| 5  | Махачкала   | Россия          |      |
| 6  | Черкесск    | Россия          | 1993 |
| 7  | Нальчик     | Россия          |      |
| 8  | Эшвилл      | США             | 1992 |
| 9  | Ялта        | Россия/ Украина | 2010 |
| 10 | Цхинвал     | Южная Осетия    | 2012 |

В администрации местного самоуправления Владикавказа находятся документы, подтверждающие «братские» отношения в отношении городов Владивосток, Северодвинск, Враца и Ялта. Документы по другим городам «в АМС не сохранились».

## Фотографии

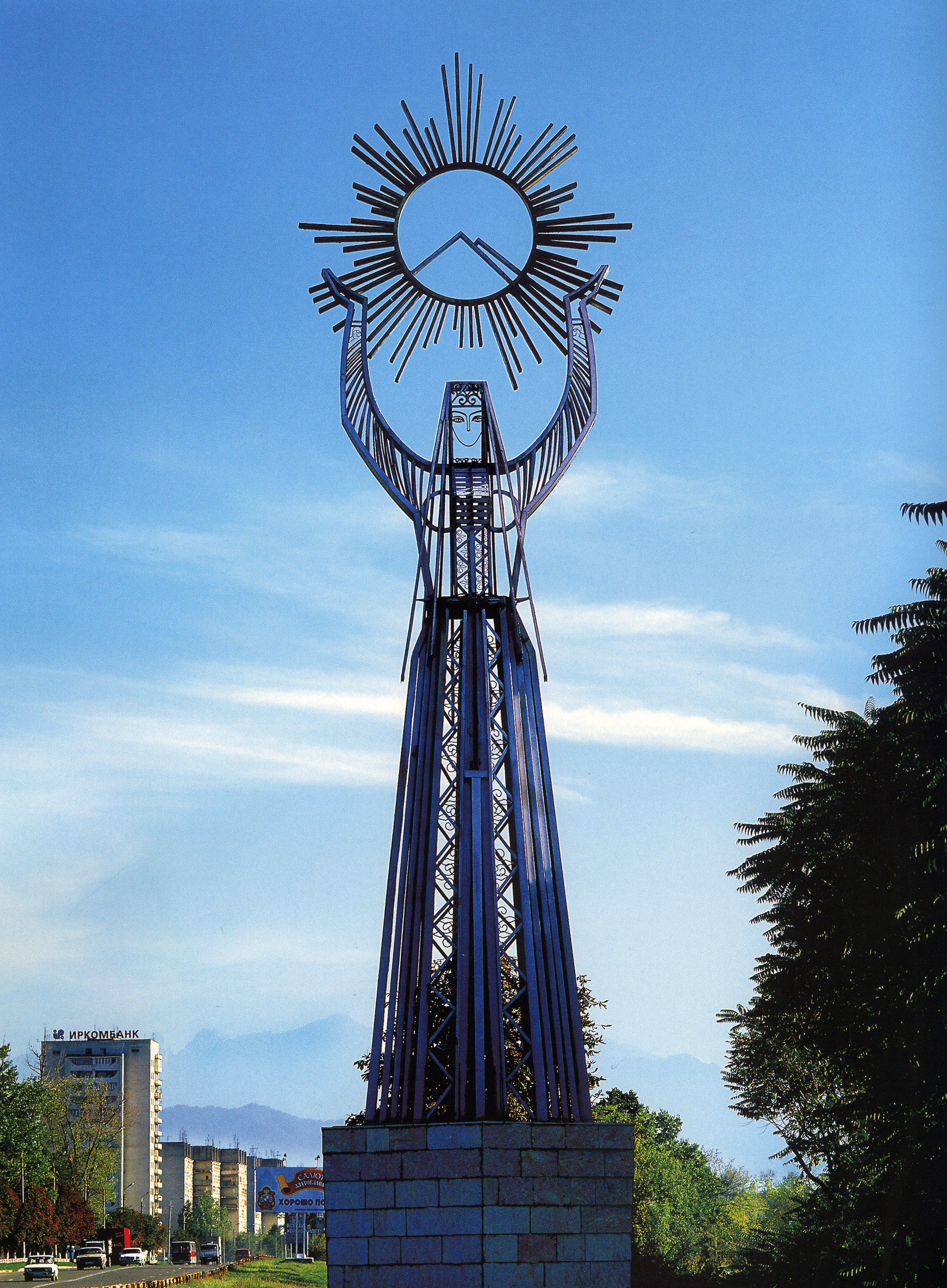
Один из символов города — «Фатима» на въезде со стороны аэропорта
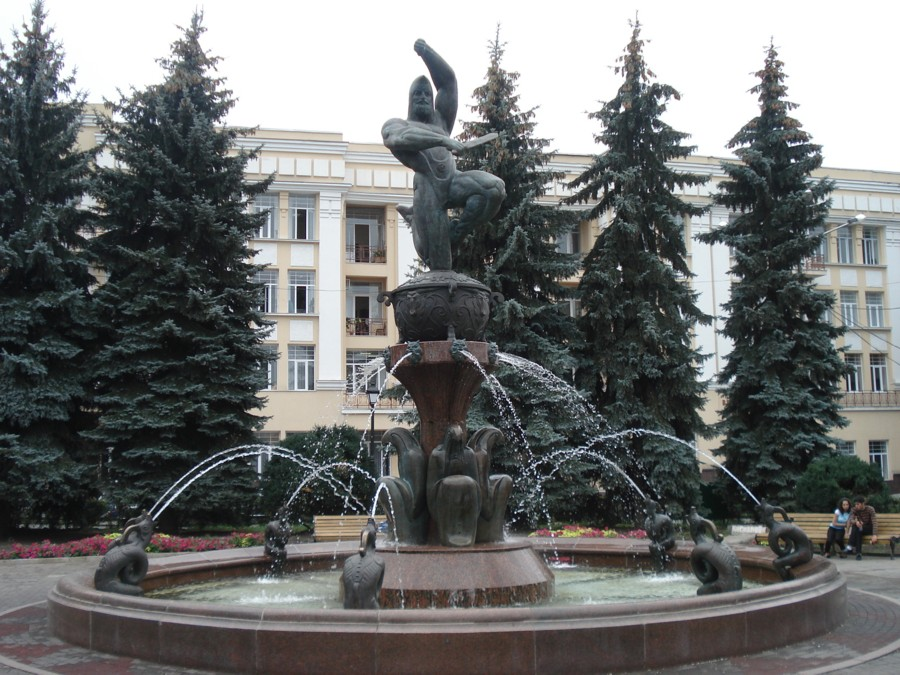
Памятник нарту Сослану
Памятник основателю поселения Дзауджикау
Памятник С. М. Кирову на улице Кирова во Владикавказе
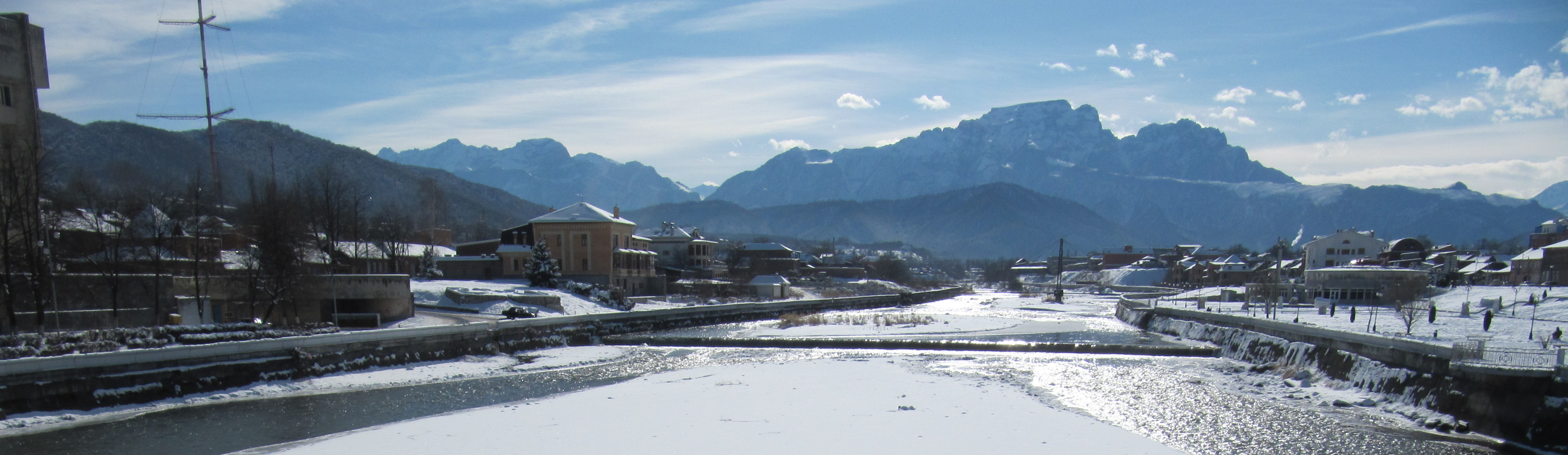
Вид на Столовую гору (осет. Мадыхох) с моста через Терек
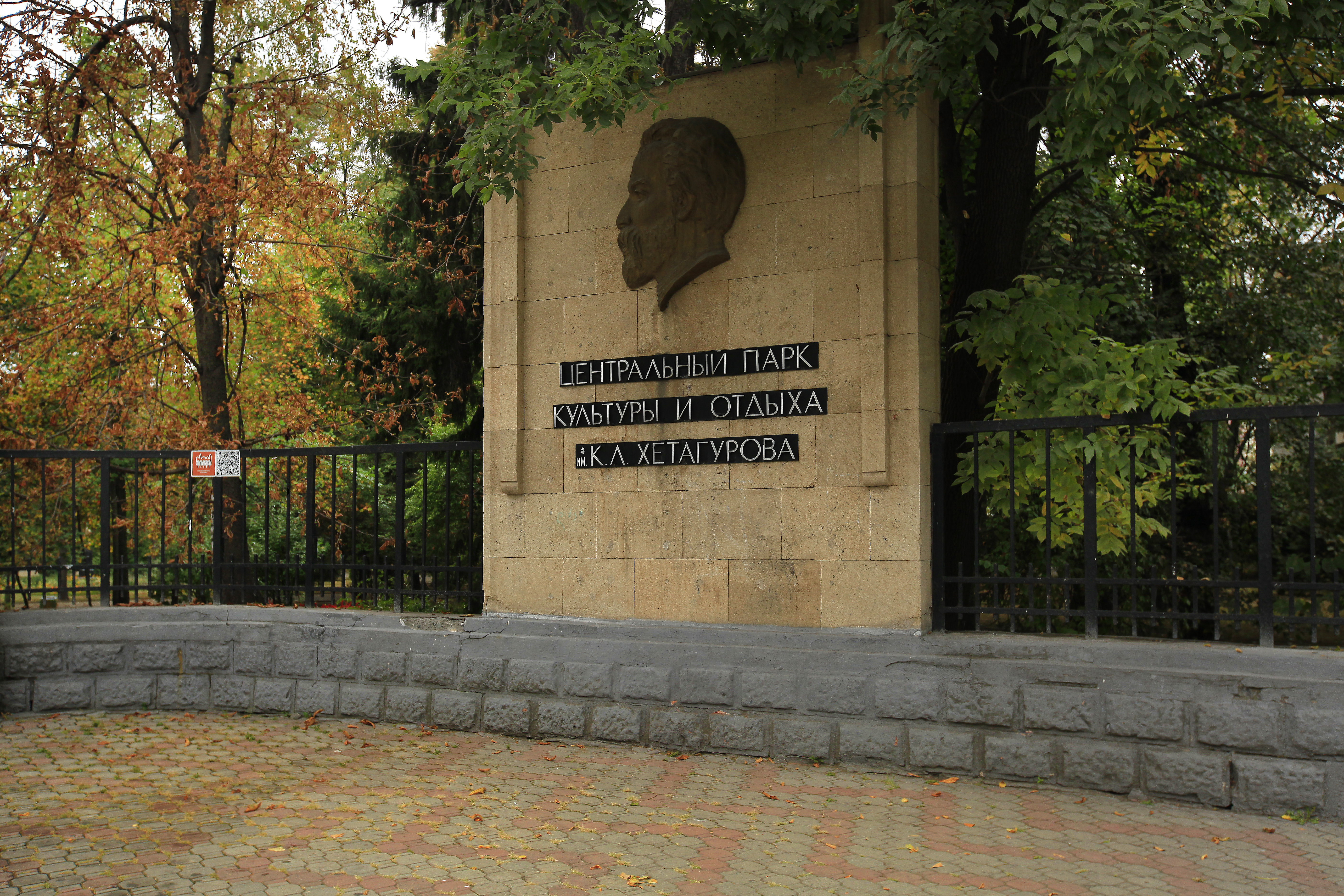
Вход в ЦПКиО им. К. Л. Хетугарова
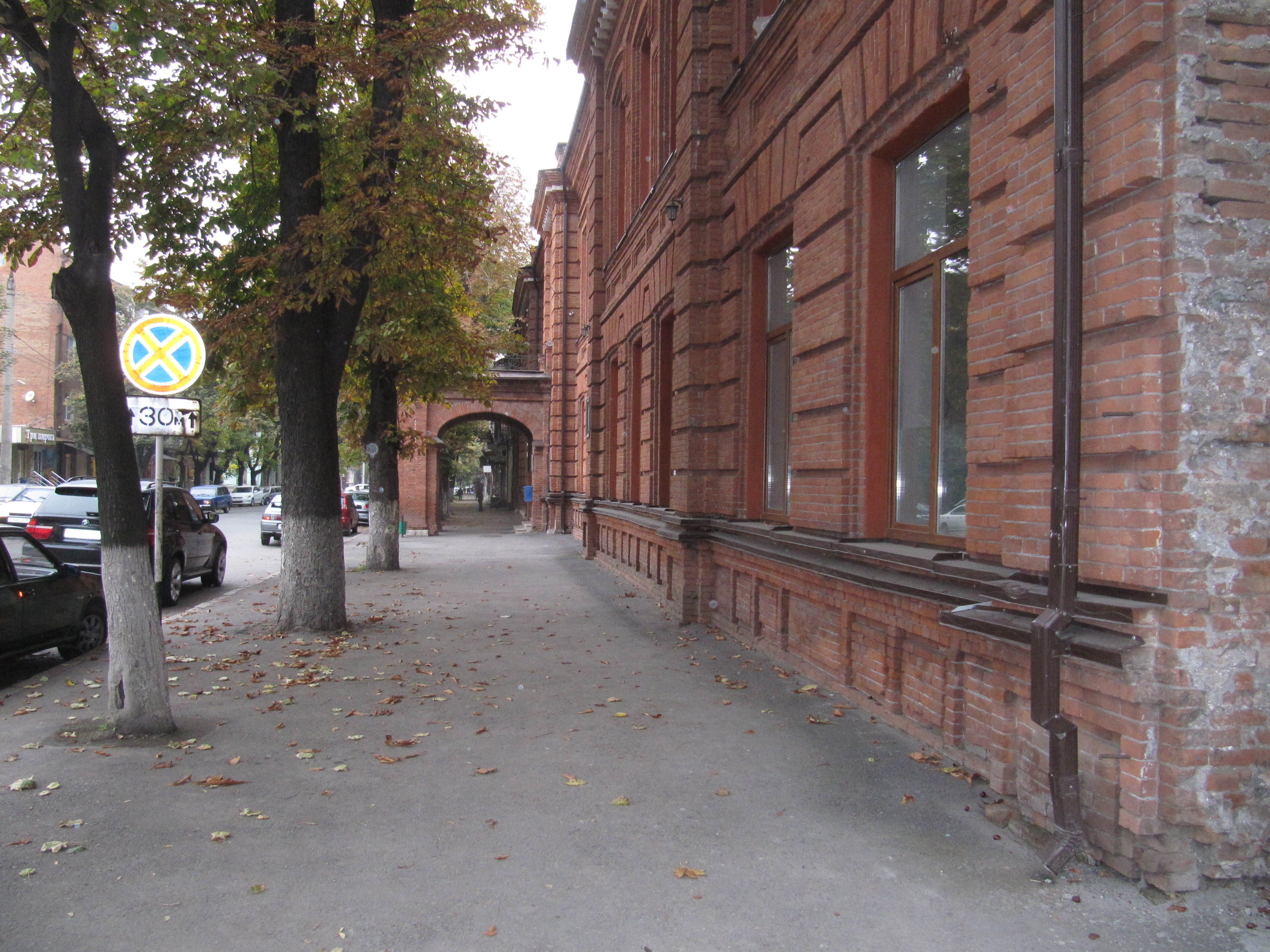
Здание Ольгинской гимназии. Ныне — Владикавказский научный центр РАН
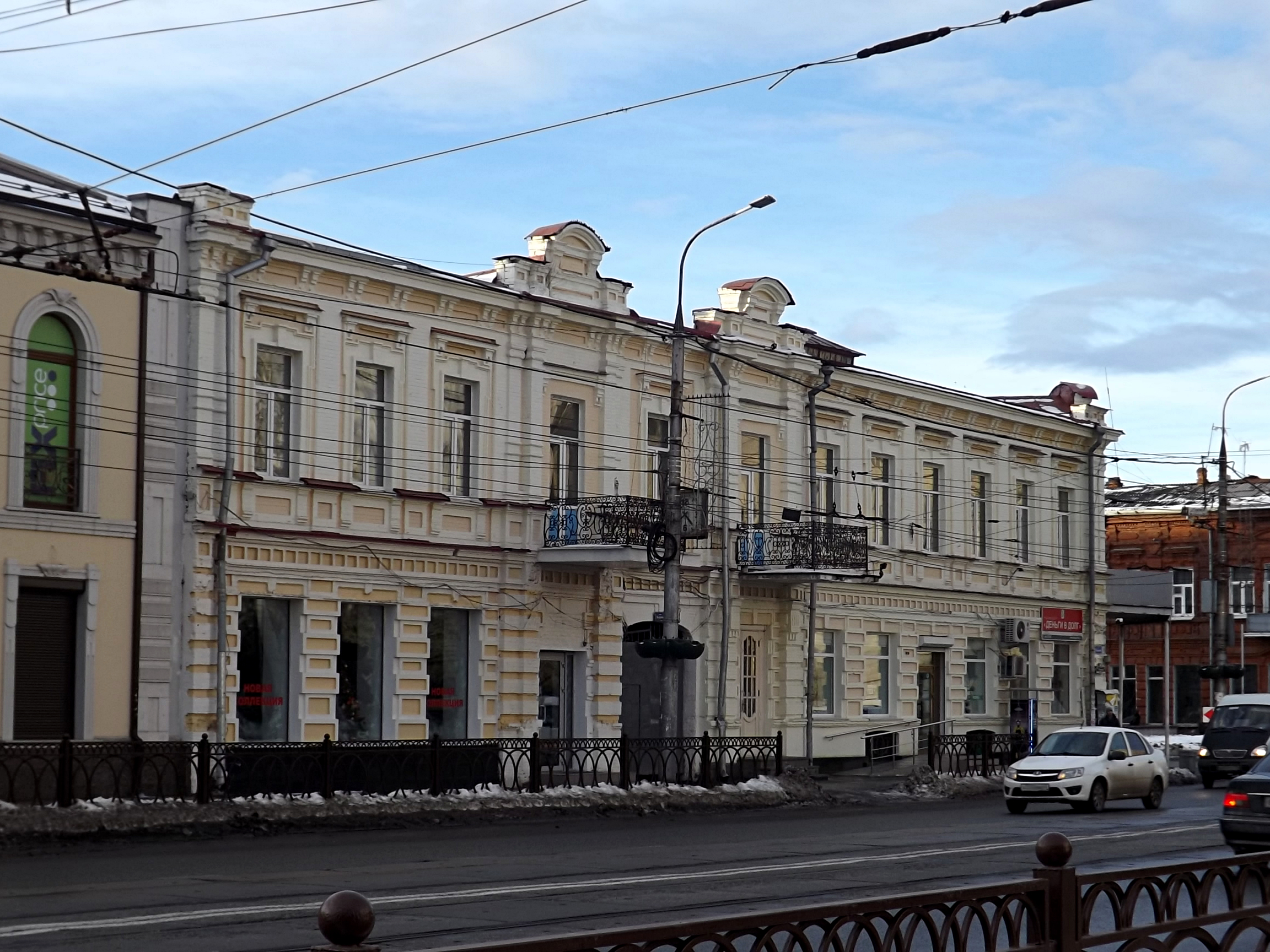
Здание отеля «Европа»
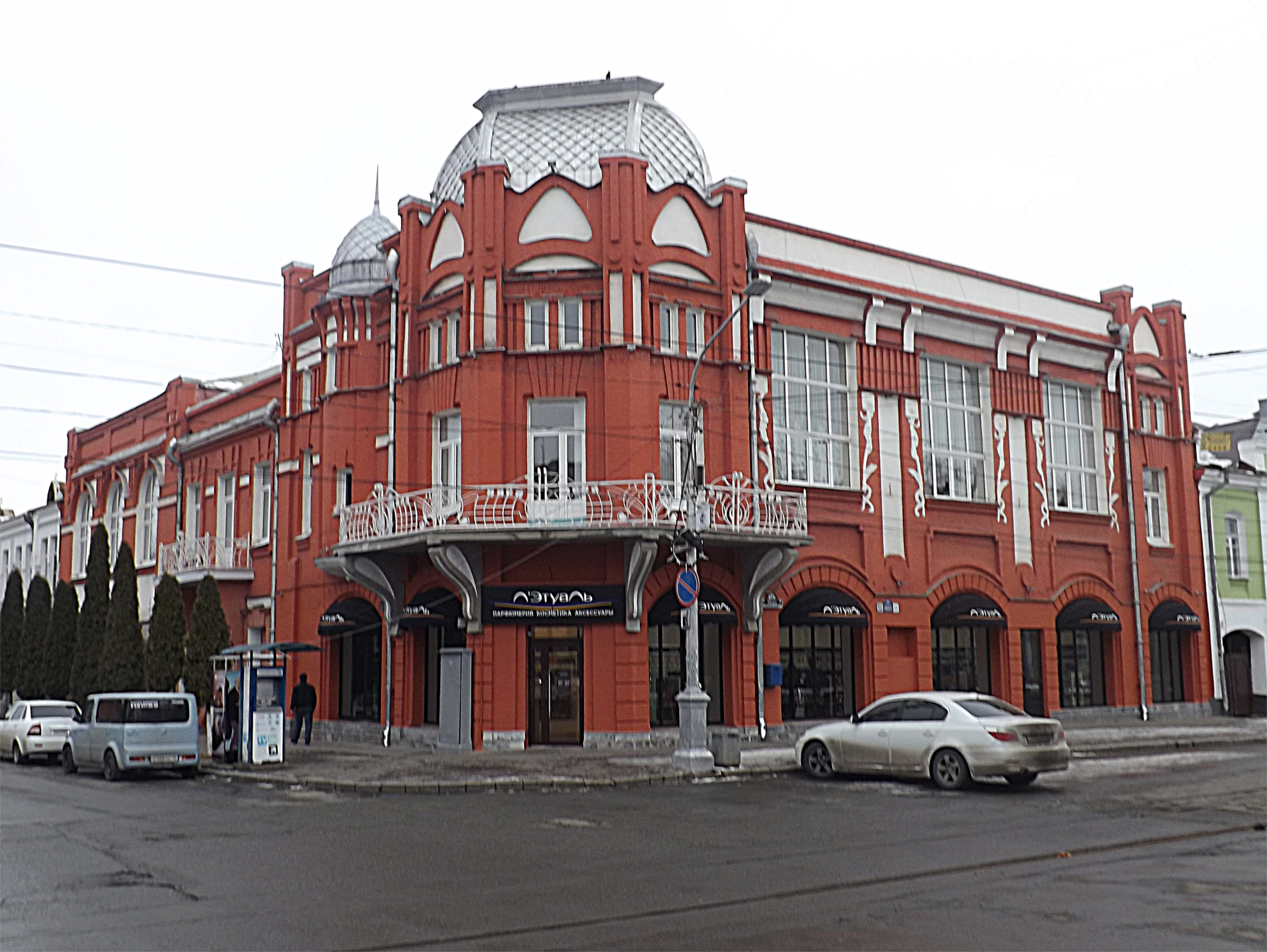
Здание «Общества взаимного кредита»
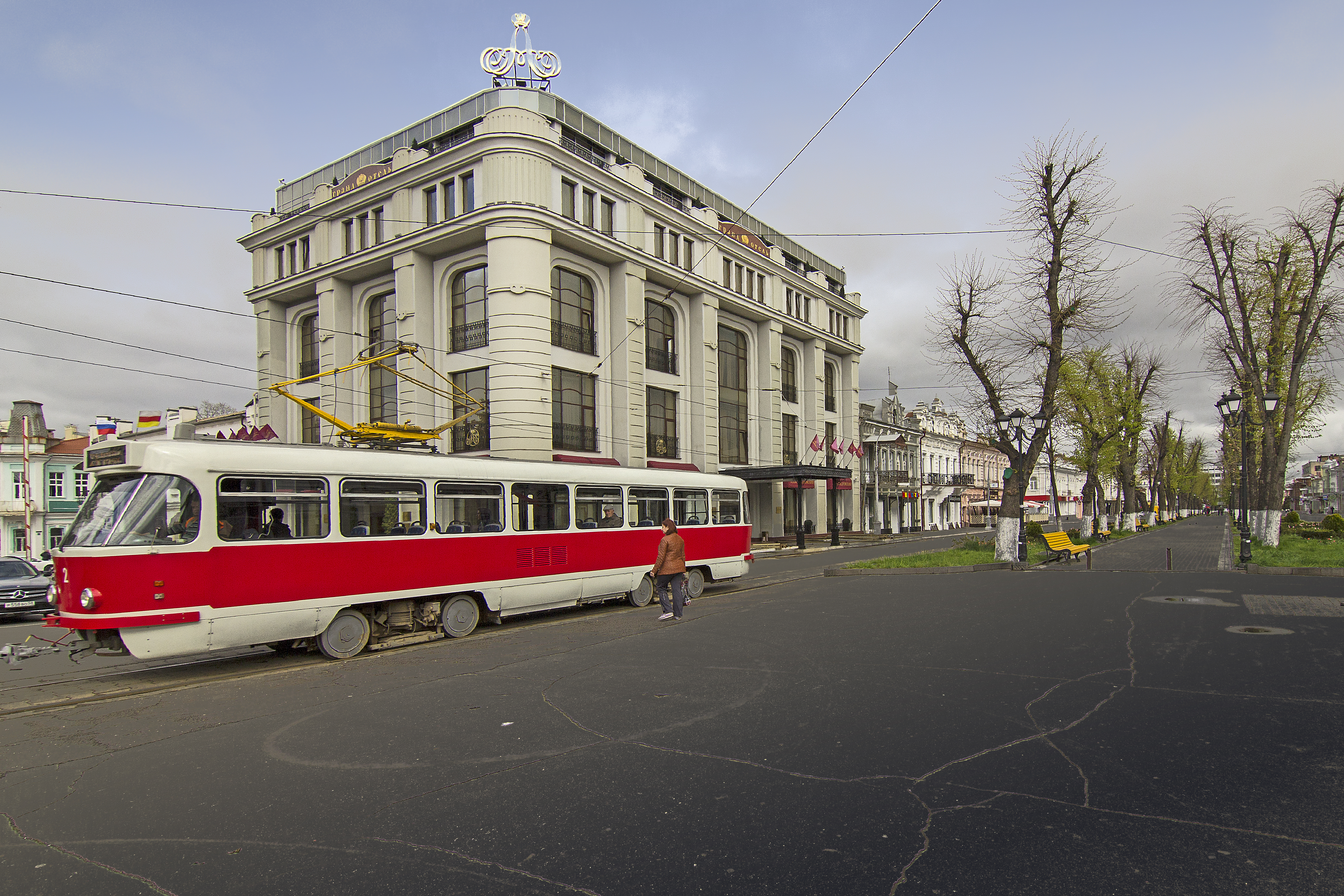
Гранд-отель «Александровский»